# Schwarzenberská hrobka (Orlík nad Vltavou)
Schwarzenberská hrobka je novogotická hrobka sekundogeniturní linie rodu Schwarzenbergů v orlickém zámeckém parku v okrese Písek. Nachází se asi 1500 m severozápadně od zámku. Podnět k její výstavbě přišel od Karla III. ze Schwarzenbergu, vysvěcena byla roku 1864. K místu lze volně dojít přes zámecký park, nicméně samotná hrobka veřejnosti není běžně přístupná.

## Historie
Panství a zámek Orlík nad Vltavou jsou v majetku Schwarzenbergů od roku 1719, kdy je po své tetě Marii Arnoštce ze Schwarzenbergu (1649–1719), vdově po Janu Kristiánovi I. z Eggenbergu (1641–1710), zdědil Adam František ze Schwarzenbergu (1680–1732).
Zřízení nové hrobky pro mladší, orlickou rodovou větev navrhl již Karel I. Filip ze Schwarzenbergu (1771–1820) ve své závěti, nicméně několik dalších let zabral výběr vhodného místa. Zpočátku se dokonce uvažovalo o pouhém rozšíření již existujících hrobek na rodinném panství v kostele sv. Jiljí v Miroticích, v kostele sv. Jana Křtitele ve Stražišti u Březnice či v kostele sv. Jana Křtitele a Panny Marie ve Svatém Janu u Květova. Významnou roli hrály náklady, a vznik hrobky se posunul také kvůli úmrtí Karla II. Nakonec padlo rozhodnutí o postavení zcela nové, samostatné hrobky. Postavena pak byla v severní části parku na místě zvaném U svatých křížů.
Autorem návrhu z roku 1860 byl knížecí inženýr Antonín Šiman, o rok později byl tento návrh schválen. Vlastní stavba probíhala v letech 1861–1864, a budova je tak o deset let starší než známější Schwarzenberská hrobka v Domaníně.
Slavnostně vysvěcena pak byla pražským arcibiskupem Bedřichem kardinálem ze Schwarzenbergu 15. října 1864, ve výroční den úmrtí knížete Karla I. a předvečer výročí bitvy u Lipska, ve které vítězně velel koaličním vojskům. Jeho ostatky byly do hrobky převezeny z Třeboně 3. února 1865. Vysvěcení se účastnil Karel III. ze Schwarzenbergu, jeho matka Josefina, rozená Wratislavová z Mitrowicz a bratr Edmund Leopold ze Schwarzenbergu. Primogenituru zastupoval Jan Adolf II. ze Schwarzenbergu, jeho žena Eleonora, rozená z Liechtensteinu a jejich syn Adolf Josef. Nechyběl ani českobudějovický biskup Jan Valerián Jirsík, který pronesl řeč v češtině před hrobkou.
Zároveň s hrobkou byla nedaleko postavena hájovna pro strážce hrobky a promenádního hajného.

## Architektura
Budova byla postavena v neogotickém stylu na půdorysu ve tvaru pravidelného kříže. Má dvě hlavní patra, u druhého z nichž končí dvě boční schodiště, a dále podkrovní podlaží. Ze středu střechy se tyčí úzká zvonička.
Zajímavým architektonickým detailem je vstupní portál na jihozápadní stěně s masivními vyřezávanými dveřmi, po jehož stranách jsou umístěny desky s citáty z Bible: Ecce tu dormies cum patribus tuis (Hle, ty ulehneš ke svým otcům). a Beati mortui qui in Domino moriuntur (Blahoslavení mrtví, kteří umírají v Pánu).

## Seznam pohřbených
Zároveň s již zmíněným Karlem I. byly k Orlíku převezeny rovněž ostatky jeho manželky Marie Anny a jeho syna, knížete Karla II. Později zde byli pohřbeni i jeho dva bratři, generálmajor kníže Bedřich Karel (1799–1870) a polní maršál a majitel c. k. husarského pluku č. 15 kníže Edmund (1803–1873). Místo posledního odpočinku zde samozřejmě našel též kníže Karel III., jenž nechal hrobku vystavit, i další hlavy schwarzenberské sekundogenitury. Pohřbeni zde jsou také ostatní příslušníci schwarzenberské sekundogenitury.
V období komunismu byl do hrobky pohřben pouze Arnošt Schwarzenberg. Po Sametové revoluci mohla být obnovena tradice pohřbívání ve zdejší hrobce. Do hrobky byly také převezeny ostatky některých v exilu zemřelých příslušníků rodu, kteří byli v období komunismu pohřbíváni v nové Schwazenberské hrobce zbudované v roce 1950 v klášterní zahradě kapucínů v Murau (např. Karel VI. Schwarzenberg či František Schwarzenberg). Jako poslední byly v hrobce uloženy ostatky politika Karla (VII./I.) ze Schwarzenbergu v roce 2023.

### Chronologicky podle data úmrtí
V hrobce bylo pochováno 24 členů schwarzenberského druhorozenectví. V tabulce jsou uvedeny základní informace o pohřbených. Fialově jsou vyznačeni příslušníci rodu Schwarzenbergů, žlutě jsou vyznačeny manželky přivdané do rodiny, pokud zde byly pohřbeny. Červeně jsou zvýrazněna knížata a zeleně ti, kteří byli původně pohřbeni jinde a jejichž ostatky sem byly převezeny později. Generace jsou počítány od Erkingera ze Schwarzenbergu (1362–1437), který byl v roce 1429 povýšen do stavu svobodných pánů. U manželek je generace v závorce a týká se generace manžela. Děti jsou vypsány v poznámce u matky, avšak pokud byla matka pohřbena jinde, jsou děti uvedeny v poznámce u otce.
| Po-řadí | Gene-race | Jméno pohřbeného                                  | Datum a místo narození                     | Otec | Datum a místo sňatku, choť | Pohřeb a uložení do hrobky | Poznámky |
| Po-řadí | Gene-race | Jméno pohřbeného                                  | Datum a místo úmrtí                        | Matka | Datum a místo sňatku, choť | Pohřeb a uložení do hrobky | Poznámky |
| ------- | --------- | ------------------------------------------------- | ------------------------------------------ | --- | --- | --- | --- |
| 1.      | 14.       | Karel I. Filip ze Schwarzenbergu                  | 15. 4. 1771 Vídeň                          | Jan Nepomuk I. ze Schwarzenbergu 4. 7. 1742 Postoloprty – 5. 11. 1789 Hluboká nad Vltavou                           | 28. 1. 1799 Vídeň: Marie Anna z Hohenfeldu (č. 3) | Původně byl pohřben v kostele sv. Jiljí v Domaníně u Třeboně a jeho srdce uloženo v orlické zámecké kapli, 1. 2. 1865 byla rakev s ostatky vynesena a 3. 2. uložena na Orlíku. | Kníže a 1. hlava sekundogenitury (do 1820; starší bratr Josef II. byl hlavou primogenitury), vojevůdce a diplomat. Rakouský velvyslanec ve Francii (1809–1913) a v Rusku (1808–1809), prezident dvorské válečné rady (1814–1820). |
| 1.      | 14.       | Karel I. Filip ze Schwarzenbergu                  | 15. 10. 1820 Lipsko                        | Marie Eleonora z Oettingen-Wallersteinu 22. 5. 1747 Wallerstein – 25. nebo 28. 12. 1797 Vídeň                       | 28. 1. 1799 Vídeň: Marie Anna z Hohenfeldu (č. 3) | Původně byl pohřben v kostele sv. Jiljí v Domaníně u Třeboně a jeho srdce uloženo v orlické zámecké kapli, 1. 2. 1865 byla rakev s ostatky vynesena a 3. 2. uložena na Orlíku. | Kníže a 1. hlava sekundogenitury (do 1820; starší bratr Josef II. byl hlavou primogenitury), vojevůdce a diplomat. Rakouský velvyslanec ve Francii (1809–1913) a v Rusku (1808–1809), prezident dvorské válečné rady (1814–1820). |
| 2.      | 16.       | Gabriela ze Schwarzenbergu                        | 28. 12. 1825 Praha                         | Karel II. ze Schwarzenbergu (č. 5)                                                                                  | | Pohřbena 29. 11.1843 v hrobce Wratislavů v Čimelicích. Její ostatky byly 20. 10. 1864 převezeny do Schwarzenberské hrobky v Orlíku nad Vltavou. Bylo přáním její matky Josefiny, aby byly pohřbeny vedle sebe. | Sestra Karla III. (č. 11), zemřela ve věku 17 let na žilní mrtvici v následku žilní zimnice. |
| 2.      | 16.       | Gabriela ze Schwarzenbergu                        | 26. 11. 1843 Orlík                         | Josefina Wratislavová z Mitrowicz (č. 8)                                                                            | | Pohřbena 29. 11.1843 v hrobce Wratislavů v Čimelicích. Její ostatky byly 20. 10. 1864 převezeny do Schwarzenberské hrobky v Orlíku nad Vltavou. Bylo přáním její matky Josefiny, aby byly pohřbeny vedle sebe. | Sestra Karla III. (č. 11), zemřela ve věku 17 let na žilní mrtvici v následku žilní zimnice. |
| 3.      | (14.)     | Marie Anna z Hohenfeldu                           | 20. 5. 1767 / 20. 4. 1768 Linec            | | 9. 7. 1785 Vídeň: Antonín I. Esterházy z Galanty 11. 4. 1738 Vídeň – 22. 1. 1794 Vídeň                                                                 | Původně byla pohřbena v kostele sv. Jiljí v Domaníně u Třeboně, 1. 2. 1865 byla rakev s ostatky vynesena a 3. 2. uložena na Orlíku. | Kněžna ze Schwarzenbergu orlické linie (do 1820). Narodily se jí následující děti: - 1. Bedřich Karel (1799–1870; č. 6) - 2. Karel II. (1802–1858; č. 5) - 3. Leopold Edmund (1803–1873; č. 7) |
| 3.      | (14.)     | Marie Anna z Hohenfeldu                           | 2. 4. 1848 Vídeň                           | | 28. 1. 1799 Vídeň: Karel I. Filip ze Schwarzenbergu (č. 1)                                                                                             | Původně byla pohřbena v kostele sv. Jiljí v Domaníně u Třeboně, 1. 2. 1865 byla rakev s ostatky vynesena a 3. 2. uložena na Orlíku. | Kněžna ze Schwarzenbergu orlické linie (do 1820). Narodily se jí následující děti: - 1. Bedřich Karel (1799–1870; č. 6) - 2. Karel II. (1802–1858; č. 5) - 3. Leopold Edmund (1803–1873; č. 7) |
| 4.      | 17.       | mrtvě narozený princ                              | podzim 1857                                | Karel III. ze Schwarzenbergu (č. 11)                                                                                | | | |
| 4.      | 17.       | mrtvě narozený princ                              | podzim 1857                                | Vilemína z Oettingen-Wallersteinu (č. 12)                                                                           | | | |
| 5.      | 15.       | Karel II. ze Schwarzenbergu                       | 21. 1. 1802 Vídeň                          | Karel I. Filip ze Schwarzenbergu (č. 1)                                                                             | 26. 6. 1823 Praha nebo 26. 7. 1823 Libochovice: Josefína Marie Wratislavová z Mitrowicz (č. 8)                                                         | Původně byl pohřben v kostele sv. Jiljí v Domaníně u Třeboně, 1. 2. 1865 byla rakev s ostatky vynesena a 3. 2. uložena na Orlíku. | Kníže a 3. hlava sekundogenitury (1830–1858), c. k. tajný rada (1849), polní zbrojmistr, majitel pěšího pluku č. 19 (1847), komtur Leopoldova řádu, rytíř Řádu železné koruny 1. třídy, rytíř Řádu zlatého rouna (1852), majitel majorátu Orlík. |
| 5.      | 15.       | Karel II. ze Schwarzenbergu                       | 25. 6. 1858 Vídeň                          | Marie Anna z Hohenfeldu (č. 3)                                                                                      | 26. 6. 1823 Praha nebo 26. 7. 1823 Libochovice: Josefína Marie Wratislavová z Mitrowicz (č. 8)                                                         | Původně byl pohřben v kostele sv. Jiljí v Domaníně u Třeboně, 1. 2. 1865 byla rakev s ostatky vynesena a 3. 2. uložena na Orlíku. | Kníže a 3. hlava sekundogenitury (1830–1858), c. k. tajný rada (1849), polní zbrojmistr, majitel pěšího pluku č. 19 (1847), komtur Leopoldova řádu, rytíř Řádu železné koruny 1. třídy, rytíř Řádu zlatého rouna (1852), majitel majorátu Orlík. |
| 6.      | 15.       | Bedřich Karel ze Schwarzenbergu                   | 30. 9. 1800 Vídeň                          | Karla I. Filip ze Schwarzenbergu (č. 1)                                                                             | | Pohřben 10. 3. 1870. | Kníže a 2. hlava sekundogenitury (1820–1830), titulu se však vzdal ve prospěch bratra, starší bratr Karla II. (č. 5). Poslední lancknecht, c. k. generálmajor, c. k. komoří, člen královské uherské tabule magnátů, rytíř Řádu železné koruny 3. třídy, majitel rakouského kříže za vojenské zásluhy s vojenskou dekorací, rytíř vysokého řádu sv. Jana, ruského imperátorského řádu sv. Anny 2. třídy s meči, císařského francouzského Řádu čestné legie, královského pruského Řádu červeného orla 2. třídy, královského sicilského vojenského Řádu sv. Jiří k opětovnému spojení, komandér vévodského parmského Konstantinova řádu sv. Jiří, rytíř parmského vojenského Řádu sv. Jiří 2. třídy. Zemřel na vysílení. |
| 6.      | 15.       | Bedřich Karel ze Schwarzenbergu                   | 6. 3. 1870 Vídeň                           | Marie Anna z Hohenfeldu (č. 3)                                                                                      | | Pohřben 10. 3. 1870. | Kníže a 2. hlava sekundogenitury (1820–1830), titulu se však vzdal ve prospěch bratra, starší bratr Karla II. (č. 5). Poslední lancknecht, c. k. generálmajor, c. k. komoří, člen královské uherské tabule magnátů, rytíř Řádu železné koruny 3. třídy, majitel rakouského kříže za vojenské zásluhy s vojenskou dekorací, rytíř vysokého řádu sv. Jana, ruského imperátorského řádu sv. Anny 2. třídy s meči, císařského francouzského Řádu čestné legie, královského pruského Řádu červeného orla 2. třídy, královského sicilského vojenského Řádu sv. Jiří k opětovnému spojení, komandér vévodského parmského Konstantinova řádu sv. Jiří, rytíř parmského vojenského Řádu sv. Jiří 2. třídy. Zemřel na vysílení. |
| 7.      | 15.       | Leopold Edmund ze Schwarzenbergu                  | 18. 11. 1803 Vídeň                         | Karla I. Filip ze Schwarzenbergu (č. 1)                                                                             | | Pohřben 21. 11. 1873 pražským arcibiskupem Bedřichem kardinálem ze Schwarzenbergu v knížecí hrobce na Orlíku. | Skutečný tajný rada, polní maršálek, setník c. k. první tělesné stráže, majitel c. k. husarského pluku č. 15, rytíř Řádu zlatého rouna, Vojenského řádu Marie Terezie, držitel velkokříže Leopoldova řádu, rytíř Řádu železné koruny 1. třídy, majitel c. k. vojenského záslužného kříže, rytíř ruského Řádu sv. Alexandra Něvského a Řádu sv. Anny I. třídy, držitel velkokříže pruského Řádu červené orlice, Řádu württemberské koruny, řeckého Řádu Spasitele a tureckého Řádu Medžidie. Mladší bratr Bedřicha (č. 6) a Karla II. (č. 5). |
| 7.      | 15.       | Leopold Edmund ze Schwarzenbergu                  | 17. 11. 1873 Orlík                         | Marie Anna z Hohenfeldu (č. 3)                                                                                      | | Pohřben 21. 11. 1873 pražským arcibiskupem Bedřichem kardinálem ze Schwarzenbergu v knížecí hrobce na Orlíku. | Skutečný tajný rada, polní maršálek, setník c. k. první tělesné stráže, majitel c. k. husarského pluku č. 15, rytíř Řádu zlatého rouna, Vojenského řádu Marie Terezie, držitel velkokříže Leopoldova řádu, rytíř Řádu železné koruny 1. třídy, majitel c. k. vojenského záslužného kříže, rytíř ruského Řádu sv. Alexandra Něvského a Řádu sv. Anny I. třídy, držitel velkokříže pruského Řádu červené orlice, Řádu württemberské koruny, řeckého Řádu Spasitele a tureckého Řádu Medžidie. Mladší bratr Bedřicha (č. 6) a Karla II. (č. 5). |
| 8.      | (15.)     | Josefina Wratislavová z Mitrowicz                 | 16. 4. 1802 Praha                          | Josef Antonín Wratislav z Mitrowicz 2. 9. 1764 – 17. 2. 1830 Praha                                                  | 26. 6. 1823 Praha nebo 26. 7. 1823 Libochovice: Karel II. ze Schwarzenbergu (č. 5)                                                                     | Pohřbena 21. 4. 1881 Františkem Schönbornem. | Kněžna ze Schwarzenbergu orlické linie (1830–1858). Dáma Řádu hvězdového kříže (1825) a palácová dáma, majitelka statků Čimelice a Osov. Zemřela na ochrnutí plic. Narodily se jí následující děti: - 1. Karel III. (1824–1904; č. 11) - 2. Gabriela (1825–1843; č. 2) - 3. Anna Marie, provd. Waldstein-Wartenbergová (1830–1849; pohřbena ve Waldsteinské hrobce v Mnichově Hradišti) |
| 8.      | (15.)     | Josefina Wratislavová z Mitrowicz                 | 17. 4. 1881 Praha-Nové Město               | Marie Gabriela des Fours 14. 2. 1771 Praha – 20. 3. 1840 Čimelice                                                   | 26. 6. 1823 Praha nebo 26. 7. 1823 Libochovice: Karel II. ze Schwarzenbergu (č. 5)                                                                     | Pohřbena 21. 4. 1881 Františkem Schönbornem. | Kněžna ze Schwarzenbergu orlické linie (1830–1858). Dáma Řádu hvězdového kříže (1825) a palácová dáma, majitelka statků Čimelice a Osov. Zemřela na ochrnutí plic. Narodily se jí následující děti: - 1. Karel III. (1824–1904; č. 11) - 2. Gabriela (1825–1843; č. 2) - 3. Anna Marie, provd. Waldstein-Wartenbergová (1830–1849; pohřbena ve Waldsteinské hrobce v Mnichově Hradišti) |
| 9.      | (17.)     | Marie Kinská z Vchynic a Tetova                   | 18. 10. 1866 Ischl                         | Bedřich Karel Kinský z Vchynic a Tetova 18.2. 1834 Vídeň – 23. 9. 1899 Kostelec nad Orlicí                          | 20. 5. 1885 Vídeň: Karel IV. ze Schwarzenbergu (č. 13)                                                                                                 | Pohřbena 14. 5. 1889. | Z kostelecké větve rodu, dáma Řádu hvězdového kříže (1885). Zemřela ve věku 23 let. Narodil se jí následující syn: - 1. Karel V. (1886–1914; č. 14) |
| 9.      | (17.)     | Marie Kinská z Vchynic a Tetova                   | 11. 5. 1889 Osov                           | Žofie Mensdorff-Pouilly 30. 7. 1845 Vídeň – 10. 3. 1909 Kostelec nad Orlicí                                         | 20. 5. 1885 Vídeň: Karel IV. ze Schwarzenbergu (č. 13)                                                                                                 | Pohřbena 14. 5. 1889. | Z kostelecké větve rodu, dáma Řádu hvězdového kříže (1885). Zemřela ve věku 23 let. Narodil se jí následující syn: - 1. Karel V. (1886–1914; č. 14) |
| 10.     | 18.       | Josef Adolf ze Schwarzenbergu                     | 18. 6. 1894 Osov                           | Karel IV. ze Schwarzenbergu (č. 13)                                                                                 | | Pohřben 29. 6. 1894 na farním hřbitově v Osově, 30. 6. uložen v hrobce v Orlíku. | Zemřel 9 dní po narození na růži. |
| 10.     | 18.       | Josef Adolf ze Schwarzenbergu                     | 27. 6. 1894 Osov                           | Ida z Hoyos-Sprinzensteinu 31. 1. 1870 Horn – 27. 1. 1946 Vídeň                                                     | | Pohřben 29. 6. 1894 na farním hřbitově v Osově, 30. 6. uložen v hrobce v Orlíku. | Zemřel 9 dní po narození na růži. |
| 11.     | 16.       | Karel III. ze Schwarzenbergu                      | 5./8. 7. 1824 Praha                        | Karel II. ze Schwarzenbergu (č. 5)                                                                                  | 5. 3. 1853 Praha: Vilemína z Oettingen-Wallersteinu (č. 12)                                                                                            | Pohřben 2. 4. 1904 v knížecí hrobce českobudějovickým biskupem Martinem Říhou. | Kníže a 4. hlava schwarzenberské sekundogenitury (1858–1904), c. k. tajný rada (1883), major, poslanec Českého zemského sněmu (1861–1863, 1865–1867, 1870–1872, 1883–1890), poslanec Říšské rady, dědičný člen rakouské Panské sněmovny (1879–1904), rytíř Řádu zlatého rouna (1881), majitel velkokříže Královského uherského řádu sv. Štěpána, majitel Vojenského záslužného kříže s válečnou dekorací, ruského Imperátorského řádu sv. Vladimíra, majitel majorátu Orlík a statků Čimelice, Osov a Tochovice. Zemřel na ochrnutí srdce ve věku 80 let. |
| 11.     | 16.       | Karel III. ze Schwarzenbergu                      | 29. 3. 1904 Praha-Nové Město               | Josefina Wratislavová z Mitrowicz (č. 8)                                                                            | 5. 3. 1853 Praha: Vilemína z Oettingen-Wallersteinu (č. 12)                                                                                            | Pohřben 2. 4. 1904 v knížecí hrobce českobudějovickým biskupem Martinem Říhou. | Kníže a 4. hlava schwarzenberské sekundogenitury (1858–1904), c. k. tajný rada (1883), major, poslanec Českého zemského sněmu (1861–1863, 1865–1867, 1870–1872, 1883–1890), poslanec Říšské rady, dědičný člen rakouské Panské sněmovny (1879–1904), rytíř Řádu zlatého rouna (1881), majitel velkokříže Královského uherského řádu sv. Štěpána, majitel Vojenského záslužného kříže s válečnou dekorací, ruského Imperátorského řádu sv. Vladimíra, majitel majorátu Orlík a statků Čimelice, Osov a Tochovice. Zemřel na ochrnutí srdce ve věku 80 let. |
| 12.     | (16.)     | Vilemína z Oettingen-Wallersteinu                 | 30. 12. 1833 Praha                         | Friedrich Kraft z Oettingen-Oettingenu a Oettingen-Wallersteinu 16. 10. 1793 Wallerstein – 15. 11. 1842 Wallerstein | 5. 3. 1853 Praha: Karel III. ze Schwarzenbergu (č. 11)                                                                                                 | Pohřbena 22. 12. 1910 v knížecí hrobce českobudějovickým biskupem Josefem Antonínem Hůlkou. | Kněžna ze Schwarzenbergu orlické linie (1858–1904). Dáma Řádu hvězdového kříže (1889) a palácová dáma, majitelka statku Starosedlský Hrádek. Zemřela ve věku 76 let a 11 měsíců na arteriosklerosis, slabost srdce. Narodily se jí následující děti: - 1. Anna Marie, provd. Thun-Hohensteinová (1854–1898, pohřbena v hrobce Thun-Hohensteinů v Děčíně-Chrástu) - 2. Gabrielle, provd. Silva-Tarouca (1856–1934; pohřbena v hrobce Silva-Tarouců v Čechách pod Kosířem) - 3. Karel IV. (1859–1913; č. 13) - 4. Ida, provd. Lažanská (1861–1922) - 5. Bedřich (1862–1936; č. 16) - 6. Marie, provd. Trauttmansdorff-Weinsbergová (1869–1931; pohřbena v Trauttmansdorffské hrobce v Horšovském Týně) |
| 12.     | (16.)     | Vilemína z Oettingen-Wallersteinu                 | 18. 12. 1910 Praha-Nové Město              | Marie Anna z Trauttmansdorff-Weinsbergu 9. 7. 1806 Vídeň – 12. 11. 1885 Praha                                       | 5. 3. 1853 Praha: Karel III. ze Schwarzenbergu (č. 11)                                                                                                 | Pohřbena 22. 12. 1910 v knížecí hrobce českobudějovickým biskupem Josefem Antonínem Hůlkou. | Kněžna ze Schwarzenbergu orlické linie (1858–1904). Dáma Řádu hvězdového kříže (1889) a palácová dáma, majitelka statku Starosedlský Hrádek. Zemřela ve věku 76 let a 11 měsíců na arteriosklerosis, slabost srdce. Narodily se jí následující děti: - 1. Anna Marie, provd. Thun-Hohensteinová (1854–1898, pohřbena v hrobce Thun-Hohensteinů v Děčíně-Chrástu) - 2. Gabrielle, provd. Silva-Tarouca (1856–1934; pohřbena v hrobce Silva-Tarouců v Čechách pod Kosířem) - 3. Karel IV. (1859–1913; č. 13) - 4. Ida, provd. Lažanská (1861–1922) - 5. Bedřich (1862–1936; č. 16) - 6. Marie, provd. Trauttmansdorff-Weinsbergová (1869–1931; pohřbena v Trauttmansdorffské hrobce v Horšovském Týně) |
| 13.     | 17.       | Karel IV. ze Schwarzenbergu                       | 1. 7. 1859 Čimelice                        | Karel III. ze Schwarzenbergu (č. 11)                                                                                | 20. 5. 1885 Vídeň: Marie Kinská z Vchynic a Tetova (č. 9)                                                                                              | Pohřben 9. 10. 1913 v knížecí hrobce českobudějovickým biskupem Josefem Antonínem Hůlkou. Zádušní mše se konaly 10. 10. v kostele sv. Voršily v Praze a ve všech patronátních kostelech. | Kníže a 5. hlava sekundogenitury (1904–1913), c. k. tajný rada (1904), c. k. poručík, poslanec Českého zemského sněmu (1889–1913) a Říšské rady (1891–1895), dědičný člen rakouské Panské sněmovny (1904–1913), rytíř Řádu zlatého rouna (1907), čestný rytíř Maltézského řádu, velkokřižník papežských Řádů Pia IX., sv. Řehoře a Božího hrobu v Jeruzalémě, komtur královského saského Řádu Albrechtova 2. třídy, majitel otomanského Řádu Osmanie 2. třídy a ruského imperátorského Řádu sv. Anny 3. třídy, majitel majorátu Orlík. Zemřel ve věku 54 let na těžkou celkovou infekci patřící do skupiny rheumaticko-influenzových chorob, zánět plic lalučkovitý, (bronchopneumonia), srdeční vada. V druhém manželství se narodily následující děti: - 1. Arnošt (1892–1979; č. 17) - 2. Josef Adolf (1894–1894; č. 10) - 3. Wilhelmine, provd. Trauttmansdorf-Weinsbergová a podruhé Somssich de Saárd (1896–1945) - 4. Eleonore, provd. Hartigová (1899–1984) - 5. Jan (1903–1978; pohřben ve Schwarzenberské hrobce v Murau) |
| 13.     | 17.       | Karel IV. ze Schwarzenbergu                       | 4. 10. 1913 Orlík nad Vltavou              | Vilemína z Oettingen-Wallersteinu (č. 12)                                                                           | 24. 11. 1891 Vídeň: Ida z Hoyos-Sprinzensteinu 31. 8. 1870 Horn – 27. 1. 1946 Vídeň                                                                    | Pohřben 9. 10. 1913 v knížecí hrobce českobudějovickým biskupem Josefem Antonínem Hůlkou. Zádušní mše se konaly 10. 10. v kostele sv. Voršily v Praze a ve všech patronátních kostelech. | Kníže a 5. hlava sekundogenitury (1904–1913), c. k. tajný rada (1904), c. k. poručík, poslanec Českého zemského sněmu (1889–1913) a Říšské rady (1891–1895), dědičný člen rakouské Panské sněmovny (1904–1913), rytíř Řádu zlatého rouna (1907), čestný rytíř Maltézského řádu, velkokřižník papežských Řádů Pia IX., sv. Řehoře a Božího hrobu v Jeruzalémě, komtur královského saského Řádu Albrechtova 2. třídy, majitel otomanského Řádu Osmanie 2. třídy a ruského imperátorského Řádu sv. Anny 3. třídy, majitel majorátu Orlík. Zemřel ve věku 54 let na těžkou celkovou infekci patřící do skupiny rheumaticko-influenzových chorob, zánět plic lalučkovitý, (bronchopneumonia), srdeční vada. V druhém manželství se narodily následující děti: - 1. Arnošt (1892–1979; č. 17) - 2. Josef Adolf (1894–1894; č. 10) - 3. Wilhelmine, provd. Trauttmansdorf-Weinsbergová a podruhé Somssich de Saárd (1896–1945) - 4. Eleonore, provd. Hartigová (1899–1984) - 5. Jan (1903–1978; pohřben ve Schwarzenberské hrobce v Murau) |
| 14.     | 18.       | Karel V. ze Schwarzenbergu                        | 26. 2. 1886 Praha-Nové Město               | Karel IV. ze Schwarzenbergu (č.13)                                                                                  | 5. 2. 1910 Vídeň: Eleonora Clam-Gallasová 4. 11. 1887 Frýdlant v Čechách – 31. 5. 1967 Vídeň                                                           | Pohřben 12. 9. 1914 v knížecí hrobce. | Kníže a 6. hlava sekundogenitury (1913–1914), c. k. poručík (nadporučík) hulánského pluku č. 2, dědičný člen rakouské Panské sněmovny (1913–1914), majitel majorátu Orlík. Zemřel ve věku 28 let na úplavici. Narodily se mu následující děti: - 1. Karel VI. (1911–1986; č. 18) - 2. František (1913–1992; č. 20) Manželka byla pohřbena na Centrálním hřbitově ve Vídni. |
| 14.     | 18.       | Karel V. ze Schwarzenbergu                        | 6. září 1914 Vukovar (zámek hraběte Eltza) | Marie Kinská z Vchynic a Tetova (č. 9)                                                                              | 5. 2. 1910 Vídeň: Eleonora Clam-Gallasová 4. 11. 1887 Frýdlant v Čechách – 31. 5. 1967 Vídeň                                                           | Pohřben 12. 9. 1914 v knížecí hrobce. | Kníže a 6. hlava sekundogenitury (1913–1914), c. k. poručík (nadporučík) hulánského pluku č. 2, dědičný člen rakouské Panské sněmovny (1913–1914), majitel majorátu Orlík. Zemřel ve věku 28 let na úplavici. Narodily se mu následující děti: - 1. Karel VI. (1911–1986; č. 18) - 2. František (1913–1992; č. 20) Manželka byla pohřbena na Centrálním hřbitově ve Vídni. |
| 15.     | (17.)     | Marie Kristýna ze Schönbornu                      | 11. 6. 1872 Malesice                       | Karel ze Schönbornu 10. 4. 1840 Praha – 29. 5. 1908 Neuhof bei Neukirchen                                           | 2. 7. 1890 Praha-Hradčany: Bedřich Schwarzenberg (č. 16)                                                                                               | Pohřbena 19. 9. 1918 v knížecí hrobce českobudějovickým biskupem Josefem Antonínem Hůlkou. | Dáma Řádu hvězdového kříže (1909) a palácová dáma, nositelka Řádu Alžběty 1. třídy. Bezdětná. Zemřela ve věku 46 let na prasklý žaludeční vřed (ulcus ventriculi perforans). |
| 15.     | (17.)     | Marie Kristýna ze Schönbornu                      | 14. 9. 1918 Tochovice                      | Johanna z Lobkowicz 16. 6. 1840 Křimice – 5. 8. 1872 Malesice                                                       | 2. 7. 1890 Praha-Hradčany: Bedřich Schwarzenberg (č. 16)                                                                                               | Pohřbena 19. 9. 1918 v knížecí hrobce českobudějovickým biskupem Josefem Antonínem Hůlkou. | Dáma Řádu hvězdového kříže (1909) a palácová dáma, nositelka Řádu Alžběty 1. třídy. Bezdětná. Zemřela ve věku 46 let na prasklý žaludeční vřed (ulcus ventriculi perforans). |
| 16.     | 17.       | Bedřich Schwarzenberg                             | 30. 10. 1862 Orlík nad Vltavou             | Karel III. ze Schwarzenbergu (č. 11)                                                                                | 2. 7. 1890 Praha-Hradčany: Marie Kristýna ze Schönbornu (č. 15)                                                                                        | | C. k. tajný rada (1908), rytíř Řádu železné koruny 1. třídy (1912), poslanec Českého zemského sněmu (1893–1901, 1903–1913) Říšské rady (1895–1907), doživotní člen rakouské Panské sněmovny (1907–1918), majitel statků Tochovice a Starosedlský Hrádek. |
| 16.     | 17.       | Bedřich Schwarzenberg                             | 2. 10. 1936 Tochovice                      | Vilemína z Oettingen-Wallersteinu (č. 12)                                                                           | 2. 7. 1890 Praha-Hradčany: Marie Kristýna ze Schönbornu (č. 15)                                                                                        | | C. k. tajný rada (1908), rytíř Řádu železné koruny 1. třídy (1912), poslanec Českého zemského sněmu (1893–1901, 1903–1913) Říšské rady (1895–1907), doživotní člen rakouské Panské sněmovny (1907–1918), majitel statků Tochovice a Starosedlský Hrádek. |
| 17.     | 18.       | Arnošt Schwarzenberg                              | 11. 10. 1892 Osov                          | Karel IV. ze Schwarzenbergu (č. 13)                                                                                 | 19. 2. 1916 Budapešť (rozvedeni 20. 11. 1934 Praha): Erzsébet Henriette Széchényi von Sárvár-Felsövidék 2. 8. 1895 Vajszka – 14. 1. 1957 Erzsébettanya | Poslední rozloučení se konalo v krematoriu Strašnice v Praze 23. 12. 1979. V březnu následujícího roku byla urna uložena do hrobky. | Major československé armády v záloze. Byl jediným Schwarzenbergem, který po roce 1948 zůstal v Československu. Narodila se mu nemanželská dcera, jejíž matkou byla jeho pozdější manželka Mathilde Gerber: - Anna, provd. Bucher (1933–2013) |
| 17.     | 18.       | Arnošt Schwarzenberg                              | 18. 12. 1979 Písek                         | Ida z Hoyos-Sprinzensteinu 31. 1. 1870 Horn – 27. 1. 1946 Vídeň                                                     | 12. 5. 1973 Bernartice: Mathilde Gerber 22. 7. 1899 Stuttgart – 26. 1. 1999 St. Margarethen                                                            | Poslední rozloučení se konalo v krematoriu Strašnice v Praze 23. 12. 1979. V březnu následujícího roku byla urna uložena do hrobky. | Major československé armády v záloze. Byl jediným Schwarzenbergem, který po roce 1948 zůstal v Československu. Narodila se mu nemanželská dcera, jejíž matkou byla jeho pozdější manželka Mathilde Gerber: - Anna, provd. Bucher (1933–2013) |
| 18.     | 19.       | Karel VI. Schwarzenberg                           | 5. 7. 1911 Čimelice                        | Karel V. ze Schwarzenbergu (č. 14)                                                                                  | 30. 6. 1934 Praha: Antonie Leontina Fürstenbergová (č. 19)                                                                                             | Původně pohřben ve Schwarzenberské hrobce v Murau, později ostatky převezeny sem. | Kníže a 7. hlava sekundogenitury (1914–1986). PhDr., heraldik, podporučík v záloze, rytíř Řádu zlatého rouna (1960), obedienční bailli a velkokříž Maltézského řádu, velkopřevor Českého velkopřevorství řádu sv. Lazara (1937–1986), komtur bavorského řádu sv. Jiří, majitel majorátu Orlík. |
| 18.     | 19.       | Karel VI. Schwarzenberg                           | 9. 4. 1986 Vídeň                           | Eleonora Clam-Gallasová 4. 11. 1887 Frýdlant v Čechách – 31. 5. 1967 Vídeň                                          | 30. 6. 1934 Praha: Antonie Leontina Fürstenbergová (č. 19)                                                                                             | Původně pohřben ve Schwarzenberské hrobce v Murau, později ostatky převezeny sem. | Kníže a 7. hlava sekundogenitury (1914–1986). PhDr., heraldik, podporučík v záloze, rytíř Řádu zlatého rouna (1960), obedienční bailli a velkokříž Maltézského řádu, velkopřevor Českého velkopřevorství řádu sv. Lazara (1937–1986), komtur bavorského řádu sv. Jiří, majitel majorátu Orlík. |
| 19.     | (19.)     | Antonie Leontina, roz. Fürstenbergová             | 12. 1. 1905 Brusel                         | Karel Emil z Fürstenbergu 16. 2. 1867 Praha – 21. 2. 1945 Strobl                                                    | 30. 6. 1934 Praha: Karel VI. Schwarzenberg (č. 18) | Původně pohřbena ve Schwarzenberské hrobce v Murau, později ostatky převezeny sem. | Kněžna ze Schwarzenbergu orlické linie (1934–1986). Dáma Řádu hvězdového kříže, dáma Maltézského řádu. Narodily se jí následující děti: - 1. Maria Eleonore, provd. von Bredow (1936–2024) - 2. Karel (VII./1) (1937–2023; č. 24) - 3. Bedřich (1940–2014; č. 21) - 4. Anna Maria, provd. von Haxthausen (* 1946) |
| 19.     | (19.)     | Antonie Leontina, roz. Fürstenbergová             | 24. 12. 1988 Vídeň                         | Maria Festetics de Tolna 24. 5. 1881 Baden-Baden – 2. 3. 1953 Strobl                                                | 30. 6. 1934 Praha: Karel VI. Schwarzenberg (č. 18) | Původně pohřbena ve Schwarzenberské hrobce v Murau, později ostatky převezeny sem. | Kněžna ze Schwarzenbergu orlické linie (1934–1986). Dáma Řádu hvězdového kříže, dáma Maltézského řádu. Narodily se jí následující děti: - 1. Maria Eleonore, provd. von Bredow (1936–2024) - 2. Karel (VII./1) (1937–2023; č. 24) - 3. Bedřich (1940–2014; č. 21) - 4. Anna Maria, provd. von Haxthausen (* 1946) |
| 20.     | 19.       | František Schwarzenberg                           | 24. 3. 1913 Praha                          | Karel V. ze Schwarzenbergu (č. 14)                                                                                  | 23. 5. 1944 Dolní Beřkovice: Amálie Lobkowiczová (č. 21)                                                                                               | Pohřben ve Schwarzenberské hrobce v Murau, kde nad hrobem promluvil biskup Jaroslav Škarvada, později ostatky převezeny sem. | JUDr., profesor politických věd na Loyolově univerzitě v Chicagu, držitel velkokříže Maltézského řádu, nositel Řádu Tomáše Garrigua Masaryka II. třídy, majitel statku Nalžovice. Mladší bratr Karla VI. (č. 18). |
| 20.     | 19.       | František Schwarzenberg                           | 9. 3. 1992 Unzmarkt                        | Eleonora Clam-Gallasová 4. 11. 1887 Frýdlant v Čechách – 31. 5. 1967 Vídeň                                          | 23. 5. 1944 Dolní Beřkovice: Amálie Lobkowiczová (č. 21)                                                                                               | Pohřben ve Schwarzenberské hrobce v Murau, kde nad hrobem promluvil biskup Jaroslav Škarvada, později ostatky převezeny sem. | JUDr., profesor politických věd na Loyolově univerzitě v Chicagu, držitel velkokříže Maltézského řádu, nositel Řádu Tomáše Garrigua Masaryka II. třídy, majitel statku Nalžovice. Mladší bratr Karla VI. (č. 18). |
| 21.     | (19.)     | Amálie, roz. Lobkowiczová (dolnobeřkovická větev) | 25. 1. 1921 Dolní Beřkovice                | Leopold z Lobkowicz 7. 7. 1888 Dolní Beřkovice – 15. 5. 1933 Praha                                                  | 23. 5. 1944 Dolní Beřkovice: František Schwarzenberg (č. 20)                                                                                           | Ostatky byly uloženy v pátek 3. května 2013. | Dáma Maltézského řádu. Narodily se jí následující děti: - 1. Ludmila Marie, provd. Hess (* 1945) - 2. Isabella Eleonora, provd. Harnier von Regendorf (* 1949) - 3. Johann von Nepomuk (* 1957) |
| 21.     | (19.)     | Amálie, roz. Lobkowiczová (dolnobeřkovická větev) | 3. 4. 2013 Vídeň                           | Franziska z Montenuova 22.8.1893 Margarethen am Moos – 3. 11. 1972 Wels                                             | 23. 5. 1944 Dolní Beřkovice: František Schwarzenberg (č. 20)                                                                                           | Ostatky byly uloženy v pátek 3. května 2013. | Dáma Maltézského řádu. Narodily se jí následující děti: - 1. Ludmila Marie, provd. Hess (* 1945) - 2. Isabella Eleonora, provd. Harnier von Regendorf (* 1949) - 3. Johann von Nepomuk (* 1957) |
| 22.     | 20.       | Bedřich Schwarzenberg                             | 24. 8. 1940 Praha                          | Karel VI. Schwarzenberg (č. 18)                                                                                     | 12. 10. 1984 Curych: Regula Brigitte Schlegel * 16. 4. 1956 Curych                                                                                     | Ostatky byly uloženy v sobotu 26. dubna 2014. | Dr. rer. oec., čestný rytíř Maltézského řádu, bankéř, mladší bratr Karla VII. Narodily se mu dvě děti: - 1. Marie-Helene (1987–2019; č. 23) - 2. Ferdinand Karl (* 1989) |
| 22.     | 20.       | Bedřich Schwarzenberg                             | 13. 4. 2014 Nový Dvůr u Cerhonic           | Antonie Leontina, roz. Fürstenbergová (č. 19)                                                                       | 12. 10. 1984 Curych: Regula Brigitte Schlegel * 16. 4. 1956 Curych                                                                                     | Ostatky byly uloženy v sobotu 26. dubna 2014. | Dr. rer. oec., čestný rytíř Maltézského řádu, bankéř, mladší bratr Karla VII. Narodily se mu dvě děti: - 1. Marie-Helene (1987–2019; č. 23) - 2. Ferdinand Karl (* 1989) |
| 23.     | 21.       | Marie-Helene Schwarzenbergová                     | 29. 4. 1987 Curych                         | Bedřich Schwarzenberg (č. 22)                                                                                       | | Pohřeb se konal 1. 6. 2019, rekviem se sloužilo 8. 6. ve Švýcarsku, kde zemřelá žila. | Zemřela ve věku 32 let po těžké nemoci. Bezdětná. |
| 23.     | 21.       | Marie-Helene Schwarzenbergová                     | 18. 5. 2019 Curych                         | Regula Brigitte Schlegel * 16. 4. 1956 Curych                                                                       | | Pohřeb se konal 1. 6. 2019, rekviem se sloužilo 8. 6. ve Švýcarsku, kde zemřelá žila. | Zemřela ve věku 32 let po těžké nemoci. Bezdětná. |
| 24.     | 20.       | Karel (VII./I.) Schwarzenberg                     | 10. 12. 1937 Praha                         | Karel VI. Schwarzenberg (č. 18)                                                                                     | 22. 4. 1967 Seefeld (rozvedeni 1988), znovu 25. 7. 2008 Murau: Therese, roz. Hardeggová * 17. 2. 1940 Vídeň                                            | Rakev s vloženou urnou byla vystavena od 6. do 8. 12. 2023 v kostele Panny Marie pod řetězem v Praze. Poslední rozloučení se státními poctami se odehrálo 9. 12. v katedrále svatého Víta na Pražském hradě, následující den, na který připadly jeho nedožité 86. narozeniny, byly ostatky uloženy do rodinné hrobky. Slavnostní requiem se konalo 16. 12. v katedrále sv. Štěpána ve Vídni. Zádušní mše byly slouženy 9. 1. 2024 ve farním kostele sv. Matouše v Murau, 11. 1. v klášterním kostele Panny Marie Pomocné ve Schwarzenbergu, 16. 1. v chrámu Nanebevzetí Panny Marie v Kutné Hoře-Sedlci, 17. 1. v kostele sv. Prokopa ve Starém Sedle v Orlíku nad Vltavou a 18. 1. v kostele sv. Víta v Českém Krumlově. | 12. kníže ze Schwarzenbergu (1979–2023) a 17. krumlovský vévoda (1965–2023), od roku 1986 8. hlava orlické sekundogenitury, čímž došlo ke spojení obou linií. V roce 1960 byl adoptován Jindřichem Schwarzenbergem (1903–1965) z primogenitury. Kancléř prezidenta ČSFR (1990–1992), senátor Parlamentu ČR (2004–2010), poslanec Poslanecké sněmovny Parlamentu ČR (2010–2021), 6. a 8. ministr zahraničních věcí ČR (2007–2009 a 2010), 1. předseda TOP 09 (2009–2015), rytíř rakouského Řádu zlatého rouna (1991), čestný rytíř Maltézského řádu, komtur bavorského Řádu sv. Jiří, nositel Řádu Tomáše Garrigua Masaryka 3. třídy (2002), Řádu knížete Jaroslava Moudrého 2. třídy (2020), Řádu Bílého lva občanské skupiny 1. třídy (2023). Majitel statků Schwarzenberg, Murau a Orlík. Narodily se mu dvě děti: - 1. Jan Nepomuk (III.) (* 1967), 13. kníže (od roku 2023) - 2. Anna Carolina, provd. Morganová (* 1968) |
| 24.     | 20.       | Karel (VII./I.) Schwarzenberg                     | 12. 11. 2023 Vídeň                         | Antonie Leontina, roz. Fürstenbergová (č. 19)                                                                       | 22. 4. 1967 Seefeld (rozvedeni 1988), znovu 25. 7. 2008 Murau: Therese, roz. Hardeggová * 17. 2. 1940 Vídeň                                            | Rakev s vloženou urnou byla vystavena od 6. do 8. 12. 2023 v kostele Panny Marie pod řetězem v Praze. Poslední rozloučení se státními poctami se odehrálo 9. 12. v katedrále svatého Víta na Pražském hradě, následující den, na který připadly jeho nedožité 86. narozeniny, byly ostatky uloženy do rodinné hrobky. Slavnostní requiem se konalo 16. 12. v katedrále sv. Štěpána ve Vídni. Zádušní mše byly slouženy 9. 1. 2024 ve farním kostele sv. Matouše v Murau, 11. 1. v klášterním kostele Panny Marie Pomocné ve Schwarzenbergu, 16. 1. v chrámu Nanebevzetí Panny Marie v Kutné Hoře-Sedlci, 17. 1. v kostele sv. Prokopa ve Starém Sedle v Orlíku nad Vltavou a 18. 1. v kostele sv. Víta v Českém Krumlově. | 12. kníže ze Schwarzenbergu (1979–2023) a 17. krumlovský vévoda (1965–2023), od roku 1986 8. hlava orlické sekundogenitury, čímž došlo ke spojení obou linií. V roce 1960 byl adoptován Jindřichem Schwarzenbergem (1903–1965) z primogenitury. Kancléř prezidenta ČSFR (1990–1992), senátor Parlamentu ČR (2004–2010), poslanec Poslanecké sněmovny Parlamentu ČR (2010–2021), 6. a 8. ministr zahraničních věcí ČR (2007–2009 a 2010), 1. předseda TOP 09 (2009–2015), rytíř rakouského Řádu zlatého rouna (1991), čestný rytíř Maltézského řádu, komtur bavorského Řádu sv. Jiří, nositel Řádu Tomáše Garrigua Masaryka 3. třídy (2002), Řádu knížete Jaroslava Moudrého 2. třídy (2020), Řádu Bílého lva občanské skupiny 1. třídy (2023). Majitel statků Schwarzenberg, Murau a Orlík. Narodily se mu dvě děti: - 1. Jan Nepomuk (III.) (* 1967), 13. kníže (od roku 2023) - 2. Anna Carolina, provd. Morganová (* 1968) |

### Příbuzenské vztahy pohřbených
Následující schéma znázorňuje příbuzenské vztahy. Červeně orámovaní byli pohřbeni v hrobce, arabské číslice odpovídají pořadí úmrtí podle předchozích tabulek. Římské číslice představují pořadí manželky nebo manžela, pokud se některý příslušník oženil nebo příslušnice vdala více než jednou. Tučně jsou vyznačena knížata ze Schwarzenbergu. 17 a 18. generace jsou ve dvou řádcích. Vzhledem k účelu schématu se nejedná o kompletní rodokmen.
|                                                                               |                                                                               |                                                                               |                                                                               |                                                                               |                                                                               |                                                      |                                                      |                                                                        |                                                                        |                                                                        |                                                                        |                                                                             |                                                                             |                                                                             |                                                                             | Jan Nepomuk I. ze Schwarzenbergu, 5. kníže 1742–1789                           | Jan Nepomuk I. ze Schwarzenbergu, 5. kníže 1742–1789                           | Jan Nepomuk I. ze Schwarzenbergu, 5. kníže 1742–1789                           | Jan Nepomuk I. ze Schwarzenbergu, 5. kníže 1742–1789                           | Jan Nepomuk I. ze Schwarzenbergu, 5. kníže 1742–1789                           | Jan Nepomuk I. ze Schwarzenbergu, 5. kníže 1742–1789                           |                                                                 |                                                                 | Marie Eleonora z Öttingen-Wallersteinu 1747–1797                | Marie Eleonora z Öttingen-Wallersteinu 1747–1797                | Marie Eleonora z Öttingen-Wallersteinu 1747–1797           | Marie Eleonora z Öttingen-Wallersteinu 1747–1797           | Marie Eleonora z Öttingen-Wallersteinu 1747–1797           | Marie Eleonora z Öttingen-Wallersteinu 1747–1797           |                                      |                                      |                                                   |                                                   |                                                   |                                                   |                                                   |                                                   |                                           |                                           |                                                   |                                                   |                                                   |                                                   |                                                   |                                                   |                                   |                                   |                                                    |                                                    |                                                    |                                                    |                                                         |                                                         |                                                         |                                                         |                                                         |                                                         |                                           |                                           |                                           |                                           |  |  |                                              |                                              |                                              |                                              |                                              |                                              |  |  |
|                                                                               |                                                                               |                                                                               |                                                                               |                                                                               |                                                                               |                                                      |                                                      |                                                                        |                                                                        |                                                                        |                                                                        |                                                                             |                                                                             |                                                                             |                                                                             | Jan Nepomuk I. ze Schwarzenbergu, 5. kníže 1742–1789                           | Jan Nepomuk I. ze Schwarzenbergu, 5. kníže 1742–1789                           | Jan Nepomuk I. ze Schwarzenbergu, 5. kníže 1742–1789                           | Jan Nepomuk I. ze Schwarzenbergu, 5. kníže 1742–1789                           | Jan Nepomuk I. ze Schwarzenbergu, 5. kníže 1742–1789                           | Jan Nepomuk I. ze Schwarzenbergu, 5. kníže 1742–1789                           |                                                                 |                                                                 | Marie Eleonora z Öttingen-Wallersteinu 1747–1797                | Marie Eleonora z Öttingen-Wallersteinu 1747–1797                | Marie Eleonora z Öttingen-Wallersteinu 1747–1797           | Marie Eleonora z Öttingen-Wallersteinu 1747–1797           | Marie Eleonora z Öttingen-Wallersteinu 1747–1797           | Marie Eleonora z Öttingen-Wallersteinu 1747–1797           |                                      |                                      |                                                   |                                                   |                                                   |                                                   |                                                   |                                                   |                                           |                                           |                                                   |                                                   |                                                   |                                                   |                                                   |                                                   |                                   |                                   |                                                    |                                                    |                                                    |                                                    |                                                         |                                                         |                                                         |                                                         |                                                         |                                                         |                                           |                                           |                                           |                                           |  |  |                                              |                                              |                                              |                                              |                                              |                                              |  |  |
|                                                                               |                                                                               |                                                                               |                                                                               |                                                                               |                                                                               |                                                      |                                                      |                                                                        |                                                                        |                                                                        |                                                                        |                                                                             |                                                                             |                                                                             |                                                                             |                                                                                |                                                                                |                                                                                |                                                                                |                                                                                |                                                                                |                                                                 |                                                                 |                                                                 |                                                                 |                                                            |                                                            |                                                            |                                                            |                                      |                                      |                                                   |                                                   |                                                   |                                                   |                                                   |                                                   |                                           |                                           |                                                   |                                                   |                                                   |                                                   |                                                   |                                                   |                                   |                                   |                                                    |                                                    |                                                    |                                                    |                                                         |                                                         |                                                         |                                                         |                                                         |                                                         |                                           |                                           |                                           |                                           |  |  |                                              |                                              |                                              |                                              |                                              |                                              |  |  |
|                                                                               |                                                                               |                                                                               |                                                                               |                                                                               |                                                                               |                                                      |                                                      |                                                                        |                                                                        |                                                                        |                                                                        |                                                                             |                                                                             |                                                                             |                                                                             |                                                                                |                                                                                |                                                                                |                                                                                |                                                                                |                                                                                |                                                                 |                                                                 |                                                                 |                                                                 |                                                            |                                                            |                                                            |                                                            |                                      |                                      |                                                   |                                                   |                                                   |                                                   |                                                   |                                                   |                                           |                                           |                                                   |                                                   |                                                   |                                                   |                                                   |                                                   |                                   |                                   |                                                    |                                                    |                                                    |                                                    |                                                         |                                                         |                                                         |                                                         |                                                         |                                                         |                                           |                                           |                                           |                                           |  |  |                                              |                                              |                                              |                                              |                                              |                                              |  |  |
| Josef II. ze Schwarzenbergu, 6. kníže 1769–1833                               | Josef II. ze Schwarzenbergu, 6. kníže 1769–1833                               | Josef II. ze Schwarzenbergu, 6. kníže 1769–1833                               | Josef II. ze Schwarzenbergu, 6. kníže 1769–1833                               | Josef II. ze Schwarzenbergu, 6. kníže 1769–1833                               | Josef II. ze Schwarzenbergu, 6. kníže 1769–1833                               |                                                      |                                                      | Pavlína ze Schwarzenbergu 1774–1810                                    | Pavlína ze Schwarzenbergu 1774–1810                                    | Pavlína ze Schwarzenbergu 1774–1810                                    | Pavlína ze Schwarzenbergu 1774–1810                                    | Pavlína ze Schwarzenbergu 1774–1810                                         | Pavlína ze Schwarzenbergu 1774–1810                                         |                                                                             |                                                                             | 1. Karel I. Filip ze Schwarzenbergu kníže a 1. hlava sekundogenitury 1771–1820 | 1. Karel I. Filip ze Schwarzenbergu kníže a 1. hlava sekundogenitury 1771–1820 | 1. Karel I. Filip ze Schwarzenbergu kníže a 1. hlava sekundogenitury 1771–1820 | 1. Karel I. Filip ze Schwarzenbergu kníže a 1. hlava sekundogenitury 1771–1820 | 1. Karel I. Filip ze Schwarzenbergu kníže a 1. hlava sekundogenitury 1771–1820 | 1. Karel I. Filip ze Schwarzenbergu kníže a 1. hlava sekundogenitury 1771–1820 |                                                                 |                                                                 | 3. Marie Anna z Hohenfeldu 1767/1768–1848                       | 3. Marie Anna z Hohenfeldu 1767/1768–1848                       | 3. Marie Anna z Hohenfeldu 1767/1768–1848                  | 3. Marie Anna z Hohenfeldu 1767/1768–1848                  | 3. Marie Anna z Hohenfeldu 1767/1768–1848                  | 3. Marie Anna z Hohenfeldu 1767/1768–1848                  |                                      |                                      | Arnošt ze Schwarzenbergu, rábský biskup 1773–1821 | Arnošt ze Schwarzenbergu, rábský biskup 1773–1821 | Arnošt ze Schwarzenbergu, rábský biskup 1773–1821 | Arnošt ze Schwarzenbergu, rábský biskup 1773–1821 | Arnošt ze Schwarzenbergu, rábský biskup 1773–1821 | Arnošt ze Schwarzenbergu, rábský biskup 1773–1821 |                                           |                                           | Marie Karolína ze Schwarzenbergu 1775–1816        | Marie Karolína ze Schwarzenbergu 1775–1816        | Marie Karolína ze Schwarzenbergu 1775–1816        | Marie Karolína ze Schwarzenbergu 1775–1816        | Marie Karolína ze Schwarzenbergu 1775–1816        | Marie Karolína ze Schwarzenbergu 1775–1816        |                                   |                                   | Josef František Maxmilián z Lobkowicz 1772–1816    | Josef František Maxmilián z Lobkowicz 1772–1816    | Josef František Maxmilián z Lobkowicz 1772–1816    | Josef František Maxmilián z Lobkowicz 1772–1816    | Josef František Maxmilián z Lobkowicz 1772–1816         | Josef František Maxmilián z Lobkowicz 1772–1816         |                                                         |                                                         | Marie Terezie ze Schwarzenbergu 1780–1870               | Marie Terezie ze Schwarzenbergu 1780–1870               | Marie Terezie ze Schwarzenbergu 1780–1870 | Marie Terezie ze Schwarzenbergu 1780–1870 | Marie Terezie ze Schwarzenbergu 1780–1870 | Marie Terezie ze Schwarzenbergu 1780–1870 |  |  | Bedřich Karel z Fürstenberg-Weitry 1774–1856 | Bedřich Karel z Fürstenberg-Weitry 1774–1856 | Bedřich Karel z Fürstenberg-Weitry 1774–1856 | Bedřich Karel z Fürstenberg-Weitry 1774–1856 | Bedřich Karel z Fürstenberg-Weitry 1774–1856 | Bedřich Karel z Fürstenberg-Weitry 1774–1856 |  |  |
| Josef II. ze Schwarzenbergu, 6. kníže 1769–1833                               | Josef II. ze Schwarzenbergu, 6. kníže 1769–1833                               | Josef II. ze Schwarzenbergu, 6. kníže 1769–1833                               | Josef II. ze Schwarzenbergu, 6. kníže 1769–1833                               | Josef II. ze Schwarzenbergu, 6. kníže 1769–1833                               | Josef II. ze Schwarzenbergu, 6. kníže 1769–1833                               |                                                      |                                                      | Pavlína ze Schwarzenbergu 1774–1810                                    | Pavlína ze Schwarzenbergu 1774–1810                                    | Pavlína ze Schwarzenbergu 1774–1810                                    | Pavlína ze Schwarzenbergu 1774–1810                                    | Pavlína ze Schwarzenbergu 1774–1810                                         | Pavlína ze Schwarzenbergu 1774–1810                                         |                                                                             |                                                                             | 1. Karel I. Filip ze Schwarzenbergu kníže a 1. hlava sekundogenitury 1771–1820 | 1. Karel I. Filip ze Schwarzenbergu kníže a 1. hlava sekundogenitury 1771–1820 | 1. Karel I. Filip ze Schwarzenbergu kníže a 1. hlava sekundogenitury 1771–1820 | 1. Karel I. Filip ze Schwarzenbergu kníže a 1. hlava sekundogenitury 1771–1820 | 1. Karel I. Filip ze Schwarzenbergu kníže a 1. hlava sekundogenitury 1771–1820 | 1. Karel I. Filip ze Schwarzenbergu kníže a 1. hlava sekundogenitury 1771–1820 |                                                                 |                                                                 | 3. Marie Anna z Hohenfeldu 1767/1768–1848                       | 3. Marie Anna z Hohenfeldu 1767/1768–1848                       | 3. Marie Anna z Hohenfeldu 1767/1768–1848                  | 3. Marie Anna z Hohenfeldu 1767/1768–1848                  | 3. Marie Anna z Hohenfeldu 1767/1768–1848                  | 3. Marie Anna z Hohenfeldu 1767/1768–1848                  |                                      |                                      | Arnošt ze Schwarzenbergu, rábský biskup 1773–1821 | Arnošt ze Schwarzenbergu, rábský biskup 1773–1821 | Arnošt ze Schwarzenbergu, rábský biskup 1773–1821 | Arnošt ze Schwarzenbergu, rábský biskup 1773–1821 | Arnošt ze Schwarzenbergu, rábský biskup 1773–1821 | Arnošt ze Schwarzenbergu, rábský biskup 1773–1821 |                                           |                                           | Marie Karolína ze Schwarzenbergu 1775–1816        | Marie Karolína ze Schwarzenbergu 1775–1816        | Marie Karolína ze Schwarzenbergu 1775–1816        | Marie Karolína ze Schwarzenbergu 1775–1816        | Marie Karolína ze Schwarzenbergu 1775–1816        | Marie Karolína ze Schwarzenbergu 1775–1816        |                                   |                                   | Josef František Maxmilián z Lobkowicz 1772–1816    | Josef František Maxmilián z Lobkowicz 1772–1816    | Josef František Maxmilián z Lobkowicz 1772–1816    | Josef František Maxmilián z Lobkowicz 1772–1816    | Josef František Maxmilián z Lobkowicz 1772–1816         | Josef František Maxmilián z Lobkowicz 1772–1816         |                                                         |                                                         | Marie Terezie ze Schwarzenbergu 1780–1870               | Marie Terezie ze Schwarzenbergu 1780–1870               | Marie Terezie ze Schwarzenbergu 1780–1870 | Marie Terezie ze Schwarzenbergu 1780–1870 | Marie Terezie ze Schwarzenbergu 1780–1870 | Marie Terezie ze Schwarzenbergu 1780–1870 |  |  | Bedřich Karel z Fürstenberg-Weitry 1774–1856 | Bedřich Karel z Fürstenberg-Weitry 1774–1856 | Bedřich Karel z Fürstenberg-Weitry 1774–1856 | Bedřich Karel z Fürstenberg-Weitry 1774–1856 | Bedřich Karel z Fürstenberg-Weitry 1774–1856 | Bedřich Karel z Fürstenberg-Weitry 1774–1856 |  |  |
|                                                                               |                                                                               |                                                                               |                                                                               |                                                                               |                                                                               |                                                      |                                                      |                                                                        |                                                                        |                                                                        |                                                                        |                                                                             |                                                                             |                                                                             |                                                                             |                                                                                |                                                                                |                                                                                |                                                                                |                                                                                |                                                                                |                                                                 |                                                                 |                                                                 |                                                                 |                                                            |                                                            |                                                            |                                                            |                                      |                                      |                                                   |                                                   |                                                   |                                                   |                                                   |                                                   |                                           |                                           |                                                   |                                                   |                                                   |                                                   |                                                   |                                                   |                                   |                                   |                                                    |                                                    |                                                    |                                                    |                                                         |                                                         |                                                         |                                                         |                                                         |                                                         |                                           |                                           |                                           |                                           |  |  |                                              |                                              |                                              |                                              |                                              |                                              |  |  |
|                                                                               |                                                                               |                                                                               |                                                                               |                                                                               |                                                                               |                                                      |                                                      |                                                                        |                                                                        |                                                                        |                                                                        |                                                                             |                                                                             |                                                                             |                                                                             |                                                                                |                                                                                |                                                                                |                                                                                |                                                                                |                                                                                |                                                                 |                                                                 |                                                                 |                                                                 |                                                            |                                                            |                                                            |                                                            |                                      |                                      |                                                   |                                                   |                                                   |                                                   |                                                   |                                                   |                                           |                                           |                                                   |                                                   |                                                   |                                                   |                                                   |                                                   |                                   |                                   |                                                    |                                                    |                                                    |                                                    |                                                         |                                                         |                                                         |                                                         |                                                         |                                                         |                                           |                                           |                                           |                                           |  |  |                                              |                                              |                                              |                                              |                                              |                                              |  |  |
| 6. Bedřich I. ze Schwarzenbergu, kníže a 2. hlava sekundogenitury 1800–1870   | 6. Bedřich I. ze Schwarzenbergu, kníže a 2. hlava sekundogenitury 1800–1870   | 6. Bedřich I. ze Schwarzenbergu, kníže a 2. hlava sekundogenitury 1800–1870   | 6. Bedřich I. ze Schwarzenbergu, kníže a 2. hlava sekundogenitury 1800–1870   | 6. Bedřich I. ze Schwarzenbergu, kníže a 2. hlava sekundogenitury 1800–1870   | 6. Bedřich I. ze Schwarzenbergu, kníže a 2. hlava sekundogenitury 1800–1870   |                                                      |                                                      |                                                                        |                                                                        |                                                                        |                                                                        |                                                                             |                                                                             |                                                                             |                                                                             | 5. Karel II. ze Schwarzenbergu, kníže a 3. hlava sekundogenitury 1802–1858     | 5. Karel II. ze Schwarzenbergu, kníže a 3. hlava sekundogenitury 1802–1858     | 5. Karel II. ze Schwarzenbergu, kníže a 3. hlava sekundogenitury 1802–1858     | 5. Karel II. ze Schwarzenbergu, kníže a 3. hlava sekundogenitury 1802–1858     | 5. Karel II. ze Schwarzenbergu, kníže a 3. hlava sekundogenitury 1802–1858     | 5. Karel II. ze Schwarzenbergu, kníže a 3. hlava sekundogenitury 1802–1858     |                                                                 |                                                                 | 8. Josefina Marie Wratislavá z Mitrowicz 1802–1881              | 8. Josefina Marie Wratislavá z Mitrowicz 1802–1881              | 8. Josefina Marie Wratislavá z Mitrowicz 1802–1881         | 8. Josefina Marie Wratislavá z Mitrowicz 1802–1881         | 8. Josefina Marie Wratislavá z Mitrowicz 1802–1881         | 8. Josefina Marie Wratislavá z Mitrowicz 1802–1881         |                                      |                                      |                                                   |                                                   |                                                   |                                                   |                                                   |                                                   |                                           |                                           | 7. Leopold Edmund ze Schwarzenbergu 1803–1873     | 7. Leopold Edmund ze Schwarzenbergu 1803–1873     | 7. Leopold Edmund ze Schwarzenbergu 1803–1873     | 7. Leopold Edmund ze Schwarzenbergu 1803–1873     | 7. Leopold Edmund ze Schwarzenbergu 1803–1873     | 7. Leopold Edmund ze Schwarzenbergu 1803–1873     |                                   |                                   |                                                    |                                                    |                                                    |                                                    |                                                         |                                                         |                                                         |                                                         |                                                         |                                                         |                                           |                                           |                                           |                                           |  |  |                                              |                                              |                                              |                                              |                                              |                                              |  |  |
| 6. Bedřich I. ze Schwarzenbergu, kníže a 2. hlava sekundogenitury 1800–1870   | 6. Bedřich I. ze Schwarzenbergu, kníže a 2. hlava sekundogenitury 1800–1870   | 6. Bedřich I. ze Schwarzenbergu, kníže a 2. hlava sekundogenitury 1800–1870   | 6. Bedřich I. ze Schwarzenbergu, kníže a 2. hlava sekundogenitury 1800–1870   | 6. Bedřich I. ze Schwarzenbergu, kníže a 2. hlava sekundogenitury 1800–1870   | 6. Bedřich I. ze Schwarzenbergu, kníže a 2. hlava sekundogenitury 1800–1870   |                                                      |                                                      |                                                                        |                                                                        |                                                                        |                                                                        |                                                                             |                                                                             |                                                                             |                                                                             | 5. Karel II. ze Schwarzenbergu, kníže a 3. hlava sekundogenitury 1802–1858     | 5. Karel II. ze Schwarzenbergu, kníže a 3. hlava sekundogenitury 1802–1858     | 5. Karel II. ze Schwarzenbergu, kníže a 3. hlava sekundogenitury 1802–1858     | 5. Karel II. ze Schwarzenbergu, kníže a 3. hlava sekundogenitury 1802–1858     | 5. Karel II. ze Schwarzenbergu, kníže a 3. hlava sekundogenitury 1802–1858     | 5. Karel II. ze Schwarzenbergu, kníže a 3. hlava sekundogenitury 1802–1858     |                                                                 |                                                                 | 8. Josefina Marie Wratislavá z Mitrowicz 1802–1881              | 8. Josefina Marie Wratislavá z Mitrowicz 1802–1881              | 8. Josefina Marie Wratislavá z Mitrowicz 1802–1881         | 8. Josefina Marie Wratislavá z Mitrowicz 1802–1881         | 8. Josefina Marie Wratislavá z Mitrowicz 1802–1881         | 8. Josefina Marie Wratislavá z Mitrowicz 1802–1881         |                                      |                                      |                                                   |                                                   |                                                   |                                                   |                                                   |                                                   |                                           |                                           | 7. Leopold Edmund ze Schwarzenbergu 1803–1873     | 7. Leopold Edmund ze Schwarzenbergu 1803–1873     | 7. Leopold Edmund ze Schwarzenbergu 1803–1873     | 7. Leopold Edmund ze Schwarzenbergu 1803–1873     | 7. Leopold Edmund ze Schwarzenbergu 1803–1873     | 7. Leopold Edmund ze Schwarzenbergu 1803–1873     |                                   |                                   |                                                    |                                                    |                                                    |                                                    |                                                         |                                                         |                                                         |                                                         |                                                         |                                                         |                                           |                                           |                                           |                                           |  |  |                                              |                                              |                                              |                                              |                                              |                                              |  |  |
|                                                                               |                                                                               |                                                                               |                                                                               |                                                                               |                                                                               |                                                      |                                                      |                                                                        |                                                                        |                                                                        |                                                                        |                                                                             |                                                                             |                                                                             |                                                                             |                                                                                |                                                                                |                                                                                |                                                                                |                                                                                |                                                                                |                                                                 |                                                                 |                                                                 |                                                                 |                                                            |                                                            |                                                            |                                                            |                                      |                                      |                                                   |                                                   |                                                   |                                                   |                                                   |                                                   |                                           |                                           |                                                   |                                                   |                                                   |                                                   |                                                   |                                                   |                                   |                                   |                                                    |                                                    |                                                    |                                                    |                                                         |                                                         |                                                         |                                                         |                                                         |                                                         |                                           |                                           |                                           |                                           |  |  |                                              |                                              |                                              |                                              |                                              |                                              |  |  |
|                                                                               |                                                                               |                                                                               |                                                                               |                                                                               |                                                                               |                                                      |                                                      |                                                                        |                                                                        |                                                                        |                                                                        |                                                                             |                                                                             |                                                                             |                                                                             |                                                                                |                                                                                |                                                                                |                                                                                |                                                                                |                                                                                |                                                                 |                                                                 |                                                                 |                                                                 |                                                            |                                                            |                                                            |                                                            |                                      |                                      |                                                   |                                                   |                                                   |                                                   |                                                   |                                                   |                                           |                                           |                                                   |                                                   |                                                   |                                                   |                                                   |                                                   |                                   |                                   |                                                    |                                                    |                                                    |                                                    |                                                         |                                                         |                                                         |                                                         |                                                         |                                                         |                                           |                                           |                                           |                                           |  |  |                                              |                                              |                                              |                                              |                                              |                                              |  |  |
| 11. Karel III. ze Schwarzenbergu, kníže a 4. hlava sekundogenitury 1824–1904  | 11. Karel III. ze Schwarzenbergu, kníže a 4. hlava sekundogenitury 1824–1904  | 11. Karel III. ze Schwarzenbergu, kníže a 4. hlava sekundogenitury 1824–1904  | 11. Karel III. ze Schwarzenbergu, kníže a 4. hlava sekundogenitury 1824–1904  | 11. Karel III. ze Schwarzenbergu, kníže a 4. hlava sekundogenitury 1824–1904  | 11. Karel III. ze Schwarzenbergu, kníže a 4. hlava sekundogenitury 1824–1904  |                                                      |                                                      | 12. Vilemína z Oettingen-Oettingenu a Oettingen-Wallersteinu 1833–1910 | 12. Vilemína z Oettingen-Oettingenu a Oettingen-Wallersteinu 1833–1910 | 12. Vilemína z Oettingen-Oettingenu a Oettingen-Wallersteinu 1833–1910 | 12. Vilemína z Oettingen-Oettingenu a Oettingen-Wallersteinu 1833–1910 | 12. Vilemína z Oettingen-Oettingenu a Oettingen-Wallersteinu 1833–1910      | 12. Vilemína z Oettingen-Oettingenu a Oettingen-Wallersteinu 1833–1910      |                                                                             |                                                                             |                                                                                |                                                                                |                                                                                |                                                                                |                                                                                |                                                                                |                                                                 |                                                                 | 2. Gabriela ze Schwarzenbergu 1825–1843                         | 2. Gabriela ze Schwarzenbergu 1825–1843                         | 2. Gabriela ze Schwarzenbergu 1825–1843                    | 2. Gabriela ze Schwarzenbergu 1825–1843                    | 2. Gabriela ze Schwarzenbergu 1825–1843                    | 2. Gabriela ze Schwarzenbergu 1825–1843                    |                                      |                                      |                                                   |                                                   |                                                   |                                                   |                                                   |                                                   |                                           |                                           | Anna Marie ze Schwarzenbergu 1830–1849            | Anna Marie ze Schwarzenbergu 1830–1849            | Anna Marie ze Schwarzenbergu 1830–1849            | Anna Marie ze Schwarzenbergu 1830–1849            | Anna Marie ze Schwarzenbergu 1830–1849            | Anna Marie ze Schwarzenbergu 1830–1849            |                                   |                                   | Arnošt František z Waldstein-Wartenbergu 1821–1904 | Arnošt František z Waldstein-Wartenbergu 1821–1904 | Arnošt František z Waldstein-Wartenbergu 1821–1904 | Arnošt František z Waldstein-Wartenbergu 1821–1904 | Arnošt František z Waldstein-Wartenbergu 1821–1904      | Arnošt František z Waldstein-Wartenbergu 1821–1904      |                                                         |                                                         |                                                         |                                                         |                                           |                                           |                                           |                                           |  |  |                                              |                                              |                                              |                                              |                                              |                                              |  |  |
| 11. Karel III. ze Schwarzenbergu, kníže a 4. hlava sekundogenitury 1824–1904  | 11. Karel III. ze Schwarzenbergu, kníže a 4. hlava sekundogenitury 1824–1904  | 11. Karel III. ze Schwarzenbergu, kníže a 4. hlava sekundogenitury 1824–1904  | 11. Karel III. ze Schwarzenbergu, kníže a 4. hlava sekundogenitury 1824–1904  | 11. Karel III. ze Schwarzenbergu, kníže a 4. hlava sekundogenitury 1824–1904  | 11. Karel III. ze Schwarzenbergu, kníže a 4. hlava sekundogenitury 1824–1904  |                                                      |                                                      | 12. Vilemína z Oettingen-Oettingenu a Oettingen-Wallersteinu 1833–1910 | 12. Vilemína z Oettingen-Oettingenu a Oettingen-Wallersteinu 1833–1910 | 12. Vilemína z Oettingen-Oettingenu a Oettingen-Wallersteinu 1833–1910 | 12. Vilemína z Oettingen-Oettingenu a Oettingen-Wallersteinu 1833–1910 | 12. Vilemína z Oettingen-Oettingenu a Oettingen-Wallersteinu 1833–1910      | 12. Vilemína z Oettingen-Oettingenu a Oettingen-Wallersteinu 1833–1910      |                                                                             |                                                                             |                                                                                |                                                                                |                                                                                |                                                                                |                                                                                |                                                                                |                                                                 |                                                                 | 2. Gabriela ze Schwarzenbergu 1825–1843                         | 2. Gabriela ze Schwarzenbergu 1825–1843                         | 2. Gabriela ze Schwarzenbergu 1825–1843                    | 2. Gabriela ze Schwarzenbergu 1825–1843                    | 2. Gabriela ze Schwarzenbergu 1825–1843                    | 2. Gabriela ze Schwarzenbergu 1825–1843                    |                                      |                                      |                                                   |                                                   |                                                   |                                                   |                                                   |                                                   |                                           |                                           | Anna Marie ze Schwarzenbergu 1830–1849            | Anna Marie ze Schwarzenbergu 1830–1849            | Anna Marie ze Schwarzenbergu 1830–1849            | Anna Marie ze Schwarzenbergu 1830–1849            | Anna Marie ze Schwarzenbergu 1830–1849            | Anna Marie ze Schwarzenbergu 1830–1849            |                                   |                                   | Arnošt František z Waldstein-Wartenbergu 1821–1904 | Arnošt František z Waldstein-Wartenbergu 1821–1904 | Arnošt František z Waldstein-Wartenbergu 1821–1904 | Arnošt František z Waldstein-Wartenbergu 1821–1904 | Arnošt František z Waldstein-Wartenbergu 1821–1904      | Arnošt František z Waldstein-Wartenbergu 1821–1904      |                                                         |                                                         |                                                         |                                                         |                                           |                                           |                                           |                                           |  |  |                                              |                                              |                                              |                                              |                                              |                                              |  |  |
|                                                                               |                                                                               |                                                                               |                                                                               |                                                                               |                                                                               |                                                      |                                                      |                                                                        |                                                                        |                                                                        |                                                                        |                                                                             |                                                                             |                                                                             |                                                                             |                                                                                |                                                                                |                                                                                |                                                                                |                                                                                |                                                                                |                                                                 |                                                                 |                                                                 |                                                                 |                                                            |                                                            |                                                            |                                                            |                                      |                                      |                                                   |                                                   |                                                   |                                                   |                                                   |                                                   |                                           |                                           |                                                   |                                                   |                                                   |                                                   |                                                   |                                                   |                                   |                                   |                                                    |                                                    |                                                    |                                                    |                                                         |                                                         |                                                         |                                                         |                                                         |                                                         |                                           |                                           |                                           |                                           |  |  |                                              |                                              |                                              |                                              |                                              |                                              |  |  |
|                                                                               |                                                                               |                                                                               |                                                                               |                                                                               |                                                                               |                                                      |                                                      |                                                                        |                                                                        |                                                                        |                                                                        |                                                                             |                                                                             |                                                                             |                                                                             |                                                                                |                                                                                |                                                                                |                                                                                |                                                                                |                                                                                |                                                                 |                                                                 |                                                                 |                                                                 |                                                            |                                                            |                                                            |                                                            |                                      |                                      |                                                   |                                                   |                                                   |                                                   |                                                   |                                                   |                                           |                                           |                                                   |                                                   |                                                   |                                                   |                                                   |                                                   |                                   |                                   |                                                    |                                                    |                                                    |                                                    |                                                         |                                                         |                                                         |                                                         |                                                         |                                                         |                                           |                                           |                                           |                                           |  |  |                                              |                                              |                                              |                                              |                                              |                                              |  |  |
| Anna Marie ze Schwarzenbergu 1854–1898                                        | Anna Marie ze Schwarzenbergu 1854–1898                                        | Anna Marie ze Schwarzenbergu 1854–1898                                        | Anna Marie ze Schwarzenbergu 1854–1898                                        | Anna Marie ze Schwarzenbergu 1854–1898                                        | Anna Marie ze Schwarzenbergu 1854–1898                                        |                                                      |                                                      | František Antonín III. z Thun-Hohensteinu 1847–1916                    | František Antonín III. z Thun-Hohensteinu 1847–1916                    | František Antonín III. z Thun-Hohensteinu 1847–1916                    | František Antonín III. z Thun-Hohensteinu 1847–1916                    | František Antonín III. z Thun-Hohensteinu 1847–1916                         | František Antonín III. z Thun-Hohensteinu 1847–1916                         |                                                                             |                                                                             | Gabriela ze Schwarzenbergu 1856–1934                                           | Gabriela ze Schwarzenbergu 1856–1934                                           | Gabriela ze Schwarzenbergu 1856–1934                                           | Gabriela ze Schwarzenbergu 1856–1934                                           | Gabriela ze Schwarzenbergu 1856–1934                                           | Gabriela ze Schwarzenbergu 1856–1934                                           |                                                                 |                                                                 | František Josef II. Silva-Tarouca 1858–1936                     | František Josef II. Silva-Tarouca 1858–1936                     | František Josef II. Silva-Tarouca 1858–1936                | František Josef II. Silva-Tarouca 1858–1936                | František Josef II. Silva-Tarouca 1858–1936                | František Josef II. Silva-Tarouca 1858–1936                |                                      |                                      | Ida ze Schwarzenbergu 1861–1922                   | Ida ze Schwarzenbergu 1861–1922                   | Ida ze Schwarzenbergu 1861–1922                   | Ida ze Schwarzenbergu 1861–1922                   | Ida ze Schwarzenbergu 1861–1922                   | Ida ze Schwarzenbergu 1861–1922                   |                                           |                                           | Jan Karel Lažanský z Bukové 1857–1932             | Jan Karel Lažanský z Bukové 1857–1932             | Jan Karel Lažanský z Bukové 1857–1932             | Jan Karel Lažanský z Bukové 1857–1932             | Jan Karel Lažanský z Bukové 1857–1932             | Jan Karel Lažanský z Bukové 1857–1932             |                                   |                                   | 4. mrtvě narozený princ ze Schwarzenbergu */† 1857 | 4. mrtvě narozený princ ze Schwarzenbergu */† 1857 | 4. mrtvě narozený princ ze Schwarzenbergu */† 1857 | 4. mrtvě narozený princ ze Schwarzenbergu */† 1857 | 4. mrtvě narozený princ ze Schwarzenbergu */† 1857      | 4. mrtvě narozený princ ze Schwarzenbergu */† 1857      |                                                         |                                                         |                                                         |                                                         |                                           |                                           |                                           |                                           |  |  |                                              |                                              |                                              |                                              |                                              |                                              |  |  |
| Anna Marie ze Schwarzenbergu 1854–1898                                        | Anna Marie ze Schwarzenbergu 1854–1898                                        | Anna Marie ze Schwarzenbergu 1854–1898                                        | Anna Marie ze Schwarzenbergu 1854–1898                                        | Anna Marie ze Schwarzenbergu 1854–1898                                        | Anna Marie ze Schwarzenbergu 1854–1898                                        |                                                      |                                                      | František Antonín III. z Thun-Hohensteinu 1847–1916                    | František Antonín III. z Thun-Hohensteinu 1847–1916                    | František Antonín III. z Thun-Hohensteinu 1847–1916                    | František Antonín III. z Thun-Hohensteinu 1847–1916                    | František Antonín III. z Thun-Hohensteinu 1847–1916                         | František Antonín III. z Thun-Hohensteinu 1847–1916                         |                                                                             |                                                                             | Gabriela ze Schwarzenbergu 1856–1934                                           | Gabriela ze Schwarzenbergu 1856–1934                                           | Gabriela ze Schwarzenbergu 1856–1934                                           | Gabriela ze Schwarzenbergu 1856–1934                                           | Gabriela ze Schwarzenbergu 1856–1934                                           | Gabriela ze Schwarzenbergu 1856–1934                                           |                                                                 |                                                                 | František Josef II. Silva-Tarouca 1858–1936                     | František Josef II. Silva-Tarouca 1858–1936                     | František Josef II. Silva-Tarouca 1858–1936                | František Josef II. Silva-Tarouca 1858–1936                | František Josef II. Silva-Tarouca 1858–1936                | František Josef II. Silva-Tarouca 1858–1936                |                                      |                                      | Ida ze Schwarzenbergu 1861–1922                   | Ida ze Schwarzenbergu 1861–1922                   | Ida ze Schwarzenbergu 1861–1922                   | Ida ze Schwarzenbergu 1861–1922                   | Ida ze Schwarzenbergu 1861–1922                   | Ida ze Schwarzenbergu 1861–1922                   |                                           |                                           | Jan Karel Lažanský z Bukové 1857–1932             | Jan Karel Lažanský z Bukové 1857–1932             | Jan Karel Lažanský z Bukové 1857–1932             | Jan Karel Lažanský z Bukové 1857–1932             | Jan Karel Lažanský z Bukové 1857–1932             | Jan Karel Lažanský z Bukové 1857–1932             |                                   |                                   | 4. mrtvě narozený princ ze Schwarzenbergu */† 1857 | 4. mrtvě narozený princ ze Schwarzenbergu */† 1857 | 4. mrtvě narozený princ ze Schwarzenbergu */† 1857 | 4. mrtvě narozený princ ze Schwarzenbergu */† 1857 | 4. mrtvě narozený princ ze Schwarzenbergu */† 1857      | 4. mrtvě narozený princ ze Schwarzenbergu */† 1857      |                                                         |                                                         |                                                         |                                                         |                                           |                                           |                                           |                                           |  |  |                                              |                                              |                                              |                                              |                                              |                                              |  |  |
|                                                                               |                                                                               |                                                                               |                                                                               |                                                                               |                                                                               |                                                      |                                                      |                                                                        |                                                                        |                                                                        |                                                                        |                                                                             |                                                                             |                                                                             |                                                                             |                                                                                |                                                                                |                                                                                |                                                                                |                                                                                |                                                                                |                                                                 |                                                                 |                                                                 |                                                                 |                                                            |                                                            |                                                            |                                                            |                                      |                                      |                                                   |                                                   |                                                   |                                                   |                                                   |                                                   |                                           |                                           |                                                   |                                                   |                                                   |                                                   |                                                   |                                                   |                                   |                                   |                                                    |                                                    |                                                    |                                                    |                                                         |                                                         |                                                         |                                                         |                                                         |                                                         |                                           |                                           |                                           |                                           |  |  |                                              |                                              |                                              |                                              |                                              |                                              |  |  |
|                                                                               |                                                                               |                                                                               |                                                                               |                                                                               |                                                                               |                                                      |                                                      |                                                                        |                                                                        |                                                                        |                                                                        |                                                                             |                                                                             |                                                                             |                                                                             |                                                                                |                                                                                |                                                                                |                                                                                |                                                                                |                                                                                |                                                                 |                                                                 |                                                                 |                                                                 |                                                            |                                                            |                                                            |                                                            |                                      |                                      |                                                   |                                                   |                                                   |                                                   |                                                   |                                                   |                                           |                                           |                                                   |                                                   |                                                   |                                                   |                                                   |                                                   |                                   |                                   |                                                    |                                                    |                                                    |                                                    |                                                         |                                                         |                                                         |                                                         |                                                         |                                                         |                                           |                                           |                                           |                                           |  |  |                                              |                                              |                                              |                                              |                                              |                                              |  |  |
|                                                                               |                                                                               |                                                                               |                                                                               | 9. Marie Terezie Kinská z Vchynic a Tetova 1866–1889                          | 9. Marie Terezie Kinská z Vchynic a Tetova 1866–1889                          | 9. Marie Terezie Kinská z Vchynic a Tetova 1866–1889 | 9. Marie Terezie Kinská z Vchynic a Tetova 1866–1889 | 9. Marie Terezie Kinská z Vchynic a Tetova 1866–1889                   | 9. Marie Terezie Kinská z Vchynic a Tetova 1866–1889                   |                                                                        |                                                                        | 13. Karel IV. ze Schwarzenbergu, kníže a 5. hlava sekundogenitury 1859–1913 | 13. Karel IV. ze Schwarzenbergu, kníže a 5. hlava sekundogenitury 1859–1913 | 13. Karel IV. ze Schwarzenbergu, kníže a 5. hlava sekundogenitury 1859–1913 | 13. Karel IV. ze Schwarzenbergu, kníže a 5. hlava sekundogenitury 1859–1913 | 13. Karel IV. ze Schwarzenbergu, kníže a 5. hlava sekundogenitury 1859–1913    | 13. Karel IV. ze Schwarzenbergu, kníže a 5. hlava sekundogenitury 1859–1913    |                                                                                |                                                                                | Ida Hoyos-Sprinzenstein 1870–1946                                              | Ida Hoyos-Sprinzenstein 1870–1946                                              | Ida Hoyos-Sprinzenstein 1870–1946                               | Ida Hoyos-Sprinzenstein 1870–1946                               | Ida Hoyos-Sprinzenstein 1870–1946                               | Ida Hoyos-Sprinzenstein 1870–1946                               |                                                            |                                                            | 16. Bedřich Schwarzenberg 18620–1936                       | 16. Bedřich Schwarzenberg 18620–1936                       | 16. Bedřich Schwarzenberg 18620–1936 | 16. Bedřich Schwarzenberg 18620–1936 | 16. Bedřich Schwarzenberg 18620–1936              | 16. Bedřich Schwarzenberg 18620–1936              |                                                   |                                                   | 15. Marie Kristýna z Schönbornu 1872–1918         | 15. Marie Kristýna z Schönbornu 1872–1918         | 15. Marie Kristýna z Schönbornu 1872–1918 | 15. Marie Kristýna z Schönbornu 1872–1918 | 15. Marie Kristýna z Schönbornu 1872–1918         | 15. Marie Kristýna z Schönbornu 1872–1918         |                                                   |                                                   | Marie ze Schwarzenbergu 1869–1931                 | Marie ze Schwarzenbergu 1869–1931                 | Marie ze Schwarzenbergu 1869–1931 | Marie ze Schwarzenbergu 1869–1931 | Marie ze Schwarzenbergu 1869–1931                  | Marie ze Schwarzenbergu 1869–1931                  |                                                    |                                                    | Ferdinand Alfons z Trauttmansdorff-Weinsbergu 1871–1915 | Ferdinand Alfons z Trauttmansdorff-Weinsbergu 1871–1915 | Ferdinand Alfons z Trauttmansdorff-Weinsbergu 1871–1915 | Ferdinand Alfons z Trauttmansdorff-Weinsbergu 1871–1915 | Ferdinand Alfons z Trauttmansdorff-Weinsbergu 1871–1915 | Ferdinand Alfons z Trauttmansdorff-Weinsbergu 1871–1915 |                                           |                                           |                                           |                                           |  |  |                                              |                                              |                                              |                                              |                                              |                                              |  |  |
|                                                                               |                                                                               |                                                                               |                                                                               | 9. Marie Terezie Kinská z Vchynic a Tetova 1866–1889                          | 9. Marie Terezie Kinská z Vchynic a Tetova 1866–1889                          | 9. Marie Terezie Kinská z Vchynic a Tetova 1866–1889 | 9. Marie Terezie Kinská z Vchynic a Tetova 1866–1889 | 9. Marie Terezie Kinská z Vchynic a Tetova 1866–1889                   | 9. Marie Terezie Kinská z Vchynic a Tetova 1866–1889                   |                                                                        |                                                                        | 13. Karel IV. ze Schwarzenbergu, kníže a 5. hlava sekundogenitury 1859–1913 | 13. Karel IV. ze Schwarzenbergu, kníže a 5. hlava sekundogenitury 1859–1913 | 13. Karel IV. ze Schwarzenbergu, kníže a 5. hlava sekundogenitury 1859–1913 | 13. Karel IV. ze Schwarzenbergu, kníže a 5. hlava sekundogenitury 1859–1913 | 13. Karel IV. ze Schwarzenbergu, kníže a 5. hlava sekundogenitury 1859–1913    | 13. Karel IV. ze Schwarzenbergu, kníže a 5. hlava sekundogenitury 1859–1913    |                                                                                |                                                                                | Ida Hoyos-Sprinzenstein 1870–1946                                              | Ida Hoyos-Sprinzenstein 1870–1946                                              | Ida Hoyos-Sprinzenstein 1870–1946                               | Ida Hoyos-Sprinzenstein 1870–1946                               | Ida Hoyos-Sprinzenstein 1870–1946                               | Ida Hoyos-Sprinzenstein 1870–1946                               |                                                            |                                                            | 16. Bedřich Schwarzenberg 18620–1936                       | 16. Bedřich Schwarzenberg 18620–1936                       | 16. Bedřich Schwarzenberg 18620–1936 | 16. Bedřich Schwarzenberg 18620–1936 | 16. Bedřich Schwarzenberg 18620–1936              | 16. Bedřich Schwarzenberg 18620–1936              |                                                   |                                                   | 15. Marie Kristýna z Schönbornu 1872–1918         | 15. Marie Kristýna z Schönbornu 1872–1918         | 15. Marie Kristýna z Schönbornu 1872–1918 | 15. Marie Kristýna z Schönbornu 1872–1918 | 15. Marie Kristýna z Schönbornu 1872–1918         | 15. Marie Kristýna z Schönbornu 1872–1918         |                                                   |                                                   | Marie ze Schwarzenbergu 1869–1931                 | Marie ze Schwarzenbergu 1869–1931                 | Marie ze Schwarzenbergu 1869–1931 | Marie ze Schwarzenbergu 1869–1931 | Marie ze Schwarzenbergu 1869–1931                  | Marie ze Schwarzenbergu 1869–1931                  |                                                    |                                                    | Ferdinand Alfons z Trauttmansdorff-Weinsbergu 1871–1915 | Ferdinand Alfons z Trauttmansdorff-Weinsbergu 1871–1915 | Ferdinand Alfons z Trauttmansdorff-Weinsbergu 1871–1915 | Ferdinand Alfons z Trauttmansdorff-Weinsbergu 1871–1915 | Ferdinand Alfons z Trauttmansdorff-Weinsbergu 1871–1915 | Ferdinand Alfons z Trauttmansdorff-Weinsbergu 1871–1915 |                                           |                                           |                                           |                                           |  |  |                                              |                                              |                                              |                                              |                                              |                                              |  |  |
|                                                                               |                                                                               |                                                                               |                                                                               |                                                                               |                                                                               |                                                      |                                                      |                                                                        |                                                                        |                                                                        |                                                                        |                                                                             |                                                                             |                                                                             |                                                                             |                                                                                |                                                                                |                                                                                |                                                                                |                                                                                |                                                                                |                                                                 |                                                                 |                                                                 |                                                                 |                                                            |                                                            |                                                            |                                                            |                                      |                                      |                                                   |                                                   |                                                   |                                                   |                                                   |                                                   |                                           |                                           |                                                   |                                                   |                                                   |                                                   |                                                   |                                                   |                                   |                                   |                                                    |                                                    |                                                    |                                                    |                                                         |                                                         |                                                         |                                                         |                                                         |                                                         |                                           |                                           |                                           |                                           |  |  |                                              |                                              |                                              |                                              |                                              |                                              |  |  |
|                                                                               |                                                                               |                                                                               |                                                                               |                                                                               |                                                                               |                                                      |                                                      |                                                                        |                                                                        |                                                                        |                                                                        |                                                                             |                                                                             |                                                                             |                                                                             |                                                                                |                                                                                |                                                                                |                                                                                |                                                                                |                                                                                |                                                                 |                                                                 |                                                                 |                                                                 |                                                            |                                                            |                                                            |                                                            |                                      |                                      |                                                   |                                                   |                                                   |                                                   |                                                   |                                                   |                                           |                                           |                                                   |                                                   |                                                   |                                                   |                                                   |                                                   |                                   |                                   |                                                    |                                                    |                                                    |                                                    |                                                         |                                                         |                                                         |                                                         |                                                         |                                                         |                                           |                                           |                                           |                                           |  |  |                                              |                                              |                                              |                                              |                                              |                                              |  |  |
| I. 14. Karel V. ze Schwarzenbergu, kníže a 6. hlava sekundogenitury 1886–1914 | I. 14. Karel V. ze Schwarzenbergu, kníže a 6. hlava sekundogenitury 1886–1914 | I. 14. Karel V. ze Schwarzenbergu, kníže a 6. hlava sekundogenitury 1886–1914 | I. 14. Karel V. ze Schwarzenbergu, kníže a 6. hlava sekundogenitury 1886–1914 | I. 14. Karel V. ze Schwarzenbergu, kníže a 6. hlava sekundogenitury 1886–1914 | I. 14. Karel V. ze Schwarzenbergu, kníže a 6. hlava sekundogenitury 1886–1914 |                                                      |                                                      | Eleonora z Clam-Gallasu 1887–1967                                      | Eleonora z Clam-Gallasu 1887–1967                                      | Eleonora z Clam-Gallasu 1887–1967                                      | Eleonora z Clam-Gallasu 1887–1967                                      | Eleonora z Clam-Gallasu 1887–1967                                           | Eleonora z Clam-Gallasu 1887–1967                                           |                                                                             |                                                                             | II. Zdenko Radslav Kinský 1896–1975                                            | II. Zdenko Radslav Kinský 1896–1975                                            | II. Zdenko Radslav Kinský 1896–1975                                            | II. Zdenko Radslav Kinský 1896–1975                                            | II. Zdenko Radslav Kinský 1896–1975                                            | II. Zdenko Radslav Kinský 1896–1975                                            |                                                                 |                                                                 | I. Ferdinand Josef z Trauttmansdorf-Weinsbergu 1893–1932        | I. Ferdinand Josef z Trauttmansdorf-Weinsbergu 1893–1932        | I. Ferdinand Josef z Trauttmansdorf-Weinsbergu 1893–1932   | I. Ferdinand Josef z Trauttmansdorf-Weinsbergu 1893–1932   | I. Ferdinand Josef z Trauttmansdorf-Weinsbergu 1893–1932   | I. Ferdinand Josef z Trauttmansdorf-Weinsbergu 1893–1932   |                                      |                                      | Wilhelmine ze Schwarzenbergu 1896–1945            | Wilhelmine ze Schwarzenbergu 1896–1945            | Wilhelmine ze Schwarzenbergu 1896–1945            | Wilhelmine ze Schwarzenbergu 1896–1945            | Wilhelmine ze Schwarzenbergu 1896–1945            | Wilhelmine ze Schwarzenbergu 1896–1945            |                                           |                                           | II. Andor Pál Somssich de Saárd 1900–1963         | II. Andor Pál Somssich de Saárd 1900–1963         | II. Andor Pál Somssich de Saárd 1900–1963         | II. Andor Pál Somssich de Saárd 1900–1963         | II. Andor Pál Somssich de Saárd 1900–1963         | II. Andor Pál Somssich de Saárd 1900–1963         |                                   |                                   | Eleonore ze Schwarzenbergu 1899–1984               | Eleonore ze Schwarzenbergu 1899–1984               | Eleonore ze Schwarzenbergu 1899–1984               | Eleonore ze Schwarzenbergu 1899–1984               | Eleonore ze Schwarzenbergu 1899–1984                    | Eleonore ze Schwarzenbergu 1899–1984                    |                                                         |                                                         | Johann Friedrich von Hartig 1891–1935                   | Johann Friedrich von Hartig 1891–1935                   | Johann Friedrich von Hartig 1891–1935     | Johann Friedrich von Hartig 1891–1935     | Johann Friedrich von Hartig 1891–1935     | Johann Friedrich von Hartig 1891–1935     |  |  |                                              |                                              |                                              |                                              |                                              |                                              |  |  |
| I. 14. Karel V. ze Schwarzenbergu, kníže a 6. hlava sekundogenitury 1886–1914 | I. 14. Karel V. ze Schwarzenbergu, kníže a 6. hlava sekundogenitury 1886–1914 | I. 14. Karel V. ze Schwarzenbergu, kníže a 6. hlava sekundogenitury 1886–1914 | I. 14. Karel V. ze Schwarzenbergu, kníže a 6. hlava sekundogenitury 1886–1914 | I. 14. Karel V. ze Schwarzenbergu, kníže a 6. hlava sekundogenitury 1886–1914 | I. 14. Karel V. ze Schwarzenbergu, kníže a 6. hlava sekundogenitury 1886–1914 |                                                      |                                                      | Eleonora z Clam-Gallasu 1887–1967                                      | Eleonora z Clam-Gallasu 1887–1967                                      | Eleonora z Clam-Gallasu 1887–1967                                      | Eleonora z Clam-Gallasu 1887–1967                                      | Eleonora z Clam-Gallasu 1887–1967                                           | Eleonora z Clam-Gallasu 1887–1967                                           |                                                                             |                                                                             | II. Zdenko Radslav Kinský 1896–1975                                            | II. Zdenko Radslav Kinský 1896–1975                                            | II. Zdenko Radslav Kinský 1896–1975                                            | II. Zdenko Radslav Kinský 1896–1975                                            | II. Zdenko Radslav Kinský 1896–1975                                            | II. Zdenko Radslav Kinský 1896–1975                                            |                                                                 |                                                                 | I. Ferdinand Josef z Trauttmansdorf-Weinsbergu 1893–1932        | I. Ferdinand Josef z Trauttmansdorf-Weinsbergu 1893–1932        | I. Ferdinand Josef z Trauttmansdorf-Weinsbergu 1893–1932   | I. Ferdinand Josef z Trauttmansdorf-Weinsbergu 1893–1932   | I. Ferdinand Josef z Trauttmansdorf-Weinsbergu 1893–1932   | I. Ferdinand Josef z Trauttmansdorf-Weinsbergu 1893–1932   |                                      |                                      | Wilhelmine ze Schwarzenbergu 1896–1945            | Wilhelmine ze Schwarzenbergu 1896–1945            | Wilhelmine ze Schwarzenbergu 1896–1945            | Wilhelmine ze Schwarzenbergu 1896–1945            | Wilhelmine ze Schwarzenbergu 1896–1945            | Wilhelmine ze Schwarzenbergu 1896–1945            |                                           |                                           | II. Andor Pál Somssich de Saárd 1900–1963         | II. Andor Pál Somssich de Saárd 1900–1963         | II. Andor Pál Somssich de Saárd 1900–1963         | II. Andor Pál Somssich de Saárd 1900–1963         | II. Andor Pál Somssich de Saárd 1900–1963         | II. Andor Pál Somssich de Saárd 1900–1963         |                                   |                                   | Eleonore ze Schwarzenbergu 1899–1984               | Eleonore ze Schwarzenbergu 1899–1984               | Eleonore ze Schwarzenbergu 1899–1984               | Eleonore ze Schwarzenbergu 1899–1984               | Eleonore ze Schwarzenbergu 1899–1984                    | Eleonore ze Schwarzenbergu 1899–1984                    |                                                         |                                                         | Johann Friedrich von Hartig 1891–1935                   | Johann Friedrich von Hartig 1891–1935                   | Johann Friedrich von Hartig 1891–1935     | Johann Friedrich von Hartig 1891–1935     | Johann Friedrich von Hartig 1891–1935     | Johann Friedrich von Hartig 1891–1935     |  |  |                                              |                                              |                                              |                                              |                                              |                                              |  |  |
|                                                                               |                                                                               |                                                                               |                                                                               |                                                                               |                                                                               |                                                      |                                                      |                                                                        |                                                                        |                                                                        |                                                                        |                                                                             |                                                                             |                                                                             |                                                                             |                                                                                |                                                                                |                                                                                |                                                                                |                                                                                |                                                                                |                                                                 |                                                                 |                                                                 |                                                                 |                                                            |                                                            |                                                            |                                                            |                                      |                                      |                                                   |                                                   |                                                   |                                                   |                                                   |                                                   |                                           |                                           |                                                   |                                                   |                                                   |                                                   |                                                   |                                                   |                                   |                                   |                                                    |                                                    |                                                    |                                                    |                                                         |                                                         |                                                         |                                                         |                                                         |                                                         |                                           |                                           |                                           |                                           |  |  |                                              |                                              |                                              |                                              |                                              |                                              |  |  |
|                                                                               |                                                                               |                                                                               |                                                                               |                                                                               |                                                                               |                                                      |                                                      |                                                                        |                                                                        |                                                                        |                                                                        |                                                                             |                                                                             |                                                                             |                                                                             |                                                                                |                                                                                |                                                                                |                                                                                |                                                                                |                                                                                |                                                                 |                                                                 |                                                                 |                                                                 |                                                            |                                                            |                                                            |                                                            |                                      |                                      |                                                   |                                                   |                                                   |                                                   |                                                   |                                                   |                                           |                                           |                                                   |                                                   |                                                   |                                                   |                                                   |                                                   |                                   |                                   |                                                    |                                                    |                                                    |                                                    |                                                         |                                                         |                                                         |                                                         |                                                         |                                                         |                                           |                                           |                                           |                                           |  |  |                                              |                                              |                                              |                                              |                                              |                                              |  |  |
|                                                                               |                                                                               |                                                                               |                                                                               |                                                                               |                                                                               |                                                      |                                                      | 10. Josef Adolf ze Schwarzenbergu */† 1894                             | 10. Josef Adolf ze Schwarzenbergu */† 1894                             | 10. Josef Adolf ze Schwarzenbergu */† 1894                             | 10. Josef Adolf ze Schwarzenbergu */† 1894                             | 10. Josef Adolf ze Schwarzenbergu */† 1894                                  | 10. Josef Adolf ze Schwarzenbergu */† 1894                                  |                                                                             |                                                                             |                                                                                |                                                                                |                                                                                |                                                                                | I. Erzsébet Henriette Széchényi ze Sárvár-Felsövidéku 1895–1957                | I. Erzsébet Henriette Széchényi ze Sárvár-Felsövidéku 1895–1957                | I. Erzsébet Henriette Széchényi ze Sárvár-Felsövidéku 1895–1957 | I. Erzsébet Henriette Széchényi ze Sárvár-Felsövidéku 1895–1957 | I. Erzsébet Henriette Széchényi ze Sárvár-Felsövidéku 1895–1957 | I. Erzsébet Henriette Széchényi ze Sárvár-Felsövidéku 1895–1957 |                                                            |                                                            | 17. Arnošt Schwarzenberg 1892–1979                         | 17. Arnošt Schwarzenberg 1892–1979                         | 17. Arnošt Schwarzenberg 1892–1979   | 17. Arnošt Schwarzenberg 1892–1979   | 17. Arnošt Schwarzenberg 1892–1979                | 17. Arnošt Schwarzenberg 1892–1979                |                                                   |                                                   | II. Mathilde Gerber 1899–1999                     | II. Mathilde Gerber 1899–1999                     | II. Mathilde Gerber 1899–1999             | II. Mathilde Gerber 1899–1999             | II. Mathilde Gerber 1899–1999                     | II. Mathilde Gerber 1899–1999                     |                                                   |                                                   | Jan ze Schwarzenbergu 1903–1978                   | Jan ze Schwarzenbergu 1903–1978                   | Jan ze Schwarzenbergu 1903–1978   | Jan ze Schwarzenbergu 1903–1978   | Jan ze Schwarzenbergu 1903–1978                    | Jan ze Schwarzenbergu 1903–1978                    |                                                    |                                                    | Kathleen, roz. de Spoelberch 1905–1978                  | Kathleen, roz. de Spoelberch 1905–1978                  | Kathleen, roz. de Spoelberch 1905–1978                  | Kathleen, roz. de Spoelberch 1905–1978                  | Kathleen, roz. de Spoelberch 1905–1978                  | Kathleen, roz. de Spoelberch 1905–1978                  |                                           |                                           |                                           |                                           |  |  |                                              |                                              |                                              |                                              |                                              |                                              |  |  |
|                                                                               |                                                                               |                                                                               |                                                                               |                                                                               |                                                                               |                                                      |                                                      | 10. Josef Adolf ze Schwarzenbergu */† 1894                             | 10. Josef Adolf ze Schwarzenbergu */† 1894                             | 10. Josef Adolf ze Schwarzenbergu */† 1894                             | 10. Josef Adolf ze Schwarzenbergu */† 1894                             | 10. Josef Adolf ze Schwarzenbergu */† 1894                                  | 10. Josef Adolf ze Schwarzenbergu */† 1894                                  |                                                                             |                                                                             |                                                                                |                                                                                |                                                                                |                                                                                | I. Erzsébet Henriette Széchényi ze Sárvár-Felsövidéku 1895–1957                | I. Erzsébet Henriette Széchényi ze Sárvár-Felsövidéku 1895–1957                | I. Erzsébet Henriette Széchényi ze Sárvár-Felsövidéku 1895–1957 | I. Erzsébet Henriette Széchényi ze Sárvár-Felsövidéku 1895–1957 | I. Erzsébet Henriette Széchényi ze Sárvár-Felsövidéku 1895–1957 | I. Erzsébet Henriette Széchényi ze Sárvár-Felsövidéku 1895–1957 |                                                            |                                                            | 17. Arnošt Schwarzenberg 1892–1979                         | 17. Arnošt Schwarzenberg 1892–1979                         | 17. Arnošt Schwarzenberg 1892–1979   | 17. Arnošt Schwarzenberg 1892–1979   | 17. Arnošt Schwarzenberg 1892–1979                | 17. Arnošt Schwarzenberg 1892–1979                |                                                   |                                                   | II. Mathilde Gerber 1899–1999                     | II. Mathilde Gerber 1899–1999                     | II. Mathilde Gerber 1899–1999             | II. Mathilde Gerber 1899–1999             | II. Mathilde Gerber 1899–1999                     | II. Mathilde Gerber 1899–1999                     |                                                   |                                                   | Jan ze Schwarzenbergu 1903–1978                   | Jan ze Schwarzenbergu 1903–1978                   | Jan ze Schwarzenbergu 1903–1978   | Jan ze Schwarzenbergu 1903–1978   | Jan ze Schwarzenbergu 1903–1978                    | Jan ze Schwarzenbergu 1903–1978                    |                                                    |                                                    | Kathleen, roz. de Spoelberch 1905–1978                  | Kathleen, roz. de Spoelberch 1905–1978                  | Kathleen, roz. de Spoelberch 1905–1978                  | Kathleen, roz. de Spoelberch 1905–1978                  | Kathleen, roz. de Spoelberch 1905–1978                  | Kathleen, roz. de Spoelberch 1905–1978                  |                                           |                                           |                                           |                                           |  |  |                                              |                                              |                                              |                                              |                                              |                                              |  |  |
|                                                                               |                                                                               |                                                                               |                                                                               |                                                                               |                                                                               |                                                      |                                                      |                                                                        |                                                                        |                                                                        |                                                                        |                                                                             |                                                                             |                                                                             |                                                                             |                                                                                |                                                                                |                                                                                |                                                                                |                                                                                |                                                                                |                                                                 |                                                                 |                                                                 |                                                                 |                                                            |                                                            |                                                            |                                                            |                                      |                                      |                                                   |                                                   |                                                   |                                                   |                                                   |                                                   |                                           |                                           |                                                   |                                                   |                                                   |                                                   |                                                   |                                                   |                                   |                                   |                                                    |                                                    |                                                    |                                                    |                                                         |                                                         |                                                         |                                                         |                                                         |                                                         |                                           |                                           |                                           |                                           |  |  |                                              |                                              |                                              |                                              |                                              |                                              |  |  |
|                                                                               |                                                                               |                                                                               |                                                                               |                                                                               |                                                                               |                                                      |                                                      |                                                                        |                                                                        |                                                                        |                                                                        |                                                                             |                                                                             |                                                                             |                                                                             |                                                                                |                                                                                |                                                                                |                                                                                |                                                                                |                                                                                |                                                                 |                                                                 |                                                                 |                                                                 |                                                            |                                                            |                                                            |                                                            |                                      |                                      |                                                   |                                                   |                                                   |                                                   |                                                   |                                                   |                                           |                                           |                                                   |                                                   |                                                   |                                                   |                                                   |                                                   |                                   |                                   |                                                    |                                                    |                                                    |                                                    |                                                         |                                                         |                                                         |                                                         |                                                         |                                                         |                                           |                                           |                                           |                                           |  |  |                                              |                                              |                                              |                                              |                                              |                                              |  |  |
| 18. Karel VI. Schwarzenberg, kníže a 7. hlava sekundogenitury 1911–1986       | 18. Karel VI. Schwarzenberg, kníže a 7. hlava sekundogenitury 1911–1986       | 18. Karel VI. Schwarzenberg, kníže a 7. hlava sekundogenitury 1911–1986       | 18. Karel VI. Schwarzenberg, kníže a 7. hlava sekundogenitury 1911–1986       | 18. Karel VI. Schwarzenberg, kníže a 7. hlava sekundogenitury 1911–1986       | 18. Karel VI. Schwarzenberg, kníže a 7. hlava sekundogenitury 1911–1986       |                                                      |                                                      | 19. Antonie, roz. z Fürstenbergu 1905–1988                             | 19. Antonie, roz. z Fürstenbergu 1905–1988                             | 19. Antonie, roz. z Fürstenbergu 1905–1988                             | 19. Antonie, roz. z Fürstenbergu 1905–1988                             | 19. Antonie, roz. z Fürstenbergu 1905–1988                                  | 19. Antonie, roz. z Fürstenbergu 1905–1988                                  |                                                                             |                                                                             | 20. František Schwarzenberg 1913–1992                                          | 20. František Schwarzenberg 1913–1992                                          | 20. František Schwarzenberg 1913–1992                                          | 20. František Schwarzenberg 1913–1992                                          | 20. František Schwarzenberg 1913–1992                                          | 20. František Schwarzenberg 1913–1992                                          |                                                                 |                                                                 | 21. Amálie, roz. Lobkowiczová 1921–2013                         | 21. Amálie, roz. Lobkowiczová 1921–2013                         | 21. Amálie, roz. Lobkowiczová 1921–2013                    | 21. Amálie, roz. Lobkowiczová 1921–2013                    | 21. Amálie, roz. Lobkowiczová 1921–2013                    | 21. Amálie, roz. Lobkowiczová 1921–2013                    |                                      |                                      | Anna, roz. Schwarzenbergová 1933–2013             | Anna, roz. Schwarzenbergová 1933–2013             | Anna, roz. Schwarzenbergová 1933–2013             | Anna, roz. Schwarzenbergová 1933–2013             | Anna, roz. Schwarzenbergová 1933–2013             | Anna, roz. Schwarzenbergová 1933–2013             |                                           |                                           | Adolf Bucher 1918–2003                            | Adolf Bucher 1918–2003                            | Adolf Bucher 1918–2003                            | Adolf Bucher 1918–2003                            | Adolf Bucher 1918–2003                            | Adolf Bucher 1918–2003                            |                                   |                                   | I. Elisabeth Constantinides * 1943                 | I. Elisabeth Constantinides * 1943                 | I. Elisabeth Constantinides * 1943                 | I. Elisabeth Constantinides * 1943                 | I. Elisabeth Constantinides * 1943                      | I. Elisabeth Constantinides * 1943                      |                                                         |                                                         | Karl Erkinger Schwarzenberg * 1933                      | Karl Erkinger Schwarzenberg * 1933                      | Karl Erkinger Schwarzenberg * 1933        | Karl Erkinger Schwarzenberg * 1933        | Karl Erkinger Schwarzenberg * 1933        | Karl Erkinger Schwarzenberg * 1933        |  |  | II. Claudia Eleonora zu Brandis * 1949       | II. Claudia Eleonora zu Brandis * 1949       | II. Claudia Eleonora zu Brandis * 1949       | II. Claudia Eleonora zu Brandis * 1949       | II. Claudia Eleonora zu Brandis * 1949       | II. Claudia Eleonora zu Brandis * 1949       |  |  |
| 18. Karel VI. Schwarzenberg, kníže a 7. hlava sekundogenitury 1911–1986       | 18. Karel VI. Schwarzenberg, kníže a 7. hlava sekundogenitury 1911–1986       | 18. Karel VI. Schwarzenberg, kníže a 7. hlava sekundogenitury 1911–1986       | 18. Karel VI. Schwarzenberg, kníže a 7. hlava sekundogenitury 1911–1986       | 18. Karel VI. Schwarzenberg, kníže a 7. hlava sekundogenitury 1911–1986       | 18. Karel VI. Schwarzenberg, kníže a 7. hlava sekundogenitury 1911–1986       |                                                      |                                                      | 19. Antonie, roz. z Fürstenbergu 1905–1988                             | 19. Antonie, roz. z Fürstenbergu 1905–1988                             | 19. Antonie, roz. z Fürstenbergu 1905–1988                             | 19. Antonie, roz. z Fürstenbergu 1905–1988                             | 19. Antonie, roz. z Fürstenbergu 1905–1988                                  | 19. Antonie, roz. z Fürstenbergu 1905–1988                                  |                                                                             |                                                                             | 20. František Schwarzenberg 1913–1992                                          | 20. František Schwarzenberg 1913–1992                                          | 20. František Schwarzenberg 1913–1992                                          | 20. František Schwarzenberg 1913–1992                                          | 20. František Schwarzenberg 1913–1992                                          | 20. František Schwarzenberg 1913–1992                                          |                                                                 |                                                                 | 21. Amálie, roz. Lobkowiczová 1921–2013                         | 21. Amálie, roz. Lobkowiczová 1921–2013                         | 21. Amálie, roz. Lobkowiczová 1921–2013                    | 21. Amálie, roz. Lobkowiczová 1921–2013                    | 21. Amálie, roz. Lobkowiczová 1921–2013                    | 21. Amálie, roz. Lobkowiczová 1921–2013                    |                                      |                                      | Anna, roz. Schwarzenbergová 1933–2013             | Anna, roz. Schwarzenbergová 1933–2013             | Anna, roz. Schwarzenbergová 1933–2013             | Anna, roz. Schwarzenbergová 1933–2013             | Anna, roz. Schwarzenbergová 1933–2013             | Anna, roz. Schwarzenbergová 1933–2013             |                                           |                                           | Adolf Bucher 1918–2003                            | Adolf Bucher 1918–2003                            | Adolf Bucher 1918–2003                            | Adolf Bucher 1918–2003                            | Adolf Bucher 1918–2003                            | Adolf Bucher 1918–2003                            |                                   |                                   | I. Elisabeth Constantinides * 1943                 | I. Elisabeth Constantinides * 1943                 | I. Elisabeth Constantinides * 1943                 | I. Elisabeth Constantinides * 1943                 | I. Elisabeth Constantinides * 1943                      | I. Elisabeth Constantinides * 1943                      |                                                         |                                                         | Karl Erkinger Schwarzenberg * 1933                      | Karl Erkinger Schwarzenberg * 1933                      | Karl Erkinger Schwarzenberg * 1933        | Karl Erkinger Schwarzenberg * 1933        | Karl Erkinger Schwarzenberg * 1933        | Karl Erkinger Schwarzenberg * 1933        |  |  | II. Claudia Eleonora zu Brandis * 1949       | II. Claudia Eleonora zu Brandis * 1949       | II. Claudia Eleonora zu Brandis * 1949       | II. Claudia Eleonora zu Brandis * 1949       | II. Claudia Eleonora zu Brandis * 1949       | II. Claudia Eleonora zu Brandis * 1949       |  |  |
|                                                                               |                                                                               |                                                                               |                                                                               |                                                                               |                                                                               |                                                      |                                                      |                                                                        |                                                                        |                                                                        |                                                                        |                                                                             |                                                                             |                                                                             |                                                                             |                                                                                |                                                                                |                                                                                |                                                                                |                                                                                |                                                                                |                                                                 |                                                                 |                                                                 |                                                                 |                                                            |                                                            |                                                            |                                                            |                                      |                                      |                                                   |                                                   |                                                   |                                                   |                                                   |                                                   |                                           |                                           |                                                   |                                                   |                                                   |                                                   |                                                   |                                                   |                                   |                                   |                                                    |                                                    |                                                    |                                                    |                                                         |                                                         |                                                         |                                                         |                                                         |                                                         |                                           |                                           |                                           |                                           |  |  |                                              |                                              |                                              |                                              |                                              |                                              |  |  |
|                                                                               |                                                                               |                                                                               |                                                                               |                                                                               |                                                                               |                                                      |                                                      |                                                                        |                                                                        |                                                                        |                                                                        |                                                                             |                                                                             |                                                                             |                                                                             |                                                                                |                                                                                |                                                                                |                                                                                |                                                                                |                                                                                |                                                                 |                                                                 |                                                                 |                                                                 |                                                            |                                                            |                                                            |                                                            |                                      |                                      |                                                   |                                                   |                                                   |                                                   |                                                   |                                                   |                                           |                                           |                                                   |                                                   |                                                   |                                                   |                                                   |                                                   |                                   |                                   |                                                    |                                                    |                                                    |                                                    |                                                         |                                                         |                                                         |                                                         |                                                         |                                                         |                                           |                                           |                                           |                                           |  |  |                                              |                                              |                                              |                                              |                                              |                                              |  |  |
| Maria Eleonore, roz. Schwarzenbergová 1936–2024                               | Maria Eleonore, roz. Schwarzenbergová 1936–2024                               | Maria Eleonore, roz. Schwarzenbergová 1936–2024                               | Maria Eleonore, roz. Schwarzenbergová 1936–2024                               | Maria Eleonore, roz. Schwarzenbergová 1936–2024                               | Maria Eleonore, roz. Schwarzenbergová 1936–2024                               |                                                      |                                                      | Leopold Bill von Bredow * 1933                                         | Leopold Bill von Bredow * 1933                                         | Leopold Bill von Bredow * 1933                                         | Leopold Bill von Bredow * 1933                                         | Leopold Bill von Bredow * 1933                                              | Leopold Bill von Bredow * 1933                                              |                                                                             |                                                                             | 24. Karel VII. Schwarzenberg, 12. kníže a 8. hlava sekundogenitury 1937–2023   | 24. Karel VII. Schwarzenberg, 12. kníže a 8. hlava sekundogenitury 1937–2023   | 24. Karel VII. Schwarzenberg, 12. kníže a 8. hlava sekundogenitury 1937–2023   | 24. Karel VII. Schwarzenberg, 12. kníže a 8. hlava sekundogenitury 1937–2023   | 24. Karel VII. Schwarzenberg, 12. kníže a 8. hlava sekundogenitury 1937–2023   | 24. Karel VII. Schwarzenberg, 12. kníže a 8. hlava sekundogenitury 1937–2023   |                                                                 |                                                                 | Therese, roz. zu Hardegg auf Glatz und im Machlande * 1940      | Therese, roz. zu Hardegg auf Glatz und im Machlande * 1940      | Therese, roz. zu Hardegg auf Glatz und im Machlande * 1940 | Therese, roz. zu Hardegg auf Glatz und im Machlande * 1940 | Therese, roz. zu Hardegg auf Glatz und im Machlande * 1940 | Therese, roz. zu Hardegg auf Glatz und im Machlande * 1940 |                                      |                                      | Anna Maria, roz. Schwarzenbergová * 1946          | Anna Maria, roz. Schwarzenbergová * 1946          | Anna Maria, roz. Schwarzenbergová * 1946          | Anna Maria, roz. Schwarzenbergová * 1946          | Anna Maria, roz. Schwarzenbergová * 1946          | Anna Maria, roz. Schwarzenbergová * 1946          |                                           |                                           | Elmar von Haxthausen 1925–2023                    | Elmar von Haxthausen 1925–2023                    | Elmar von Haxthausen 1925–2023                    | Elmar von Haxthausen 1925–2023                    | Elmar von Haxthausen 1925–2023                    | Elmar von Haxthausen 1925–2023                    |                                   |                                   | 22. Bedřich Schwarzenberg 1940–2014                | 22. Bedřich Schwarzenberg 1940–2014                | 22. Bedřich Schwarzenberg 1940–2014                | 22. Bedřich Schwarzenberg 1940–2014                | 22. Bedřich Schwarzenberg 1940–2014                     | 22. Bedřich Schwarzenberg 1940–2014                     |                                                         |                                                         | Regula Brigitte Schlegel * 1956                         | Regula Brigitte Schlegel * 1956                         | Regula Brigitte Schlegel * 1956           | Regula Brigitte Schlegel * 1956           | Regula Brigitte Schlegel * 1956           | Regula Brigitte Schlegel * 1956           |  |  |                                              |                                              |                                              |                                              |                                              |                                              |  |  |
| Maria Eleonore, roz. Schwarzenbergová 1936–2024                               | Maria Eleonore, roz. Schwarzenbergová 1936–2024                               | Maria Eleonore, roz. Schwarzenbergová 1936–2024                               | Maria Eleonore, roz. Schwarzenbergová 1936–2024                               | Maria Eleonore, roz. Schwarzenbergová 1936–2024                               | Maria Eleonore, roz. Schwarzenbergová 1936–2024                               |                                                      |                                                      | Leopold Bill von Bredow * 1933                                         | Leopold Bill von Bredow * 1933                                         | Leopold Bill von Bredow * 1933                                         | Leopold Bill von Bredow * 1933                                         | Leopold Bill von Bredow * 1933                                              | Leopold Bill von Bredow * 1933                                              |                                                                             |                                                                             | 24. Karel VII. Schwarzenberg, 12. kníže a 8. hlava sekundogenitury 1937–2023   | 24. Karel VII. Schwarzenberg, 12. kníže a 8. hlava sekundogenitury 1937–2023   | 24. Karel VII. Schwarzenberg, 12. kníže a 8. hlava sekundogenitury 1937–2023   | 24. Karel VII. Schwarzenberg, 12. kníže a 8. hlava sekundogenitury 1937–2023   | 24. Karel VII. Schwarzenberg, 12. kníže a 8. hlava sekundogenitury 1937–2023   | 24. Karel VII. Schwarzenberg, 12. kníže a 8. hlava sekundogenitury 1937–2023   |                                                                 |                                                                 | Therese, roz. zu Hardegg auf Glatz und im Machlande * 1940      | Therese, roz. zu Hardegg auf Glatz und im Machlande * 1940      | Therese, roz. zu Hardegg auf Glatz und im Machlande * 1940 | Therese, roz. zu Hardegg auf Glatz und im Machlande * 1940 | Therese, roz. zu Hardegg auf Glatz und im Machlande * 1940 | Therese, roz. zu Hardegg auf Glatz und im Machlande * 1940 |                                      |                                      | Anna Maria, roz. Schwarzenbergová * 1946          | Anna Maria, roz. Schwarzenbergová * 1946          | Anna Maria, roz. Schwarzenbergová * 1946          | Anna Maria, roz. Schwarzenbergová * 1946          | Anna Maria, roz. Schwarzenbergová * 1946          | Anna Maria, roz. Schwarzenbergová * 1946          |                                           |                                           | Elmar von Haxthausen 1925–2023                    | Elmar von Haxthausen 1925–2023                    | Elmar von Haxthausen 1925–2023                    | Elmar von Haxthausen 1925–2023                    | Elmar von Haxthausen 1925–2023                    | Elmar von Haxthausen 1925–2023                    |                                   |                                   | 22. Bedřich Schwarzenberg 1940–2014                | 22. Bedřich Schwarzenberg 1940–2014                | 22. Bedřich Schwarzenberg 1940–2014                | 22. Bedřich Schwarzenberg 1940–2014                | 22. Bedřich Schwarzenberg 1940–2014                     | 22. Bedřich Schwarzenberg 1940–2014                     |                                                         |                                                         | Regula Brigitte Schlegel * 1956                         | Regula Brigitte Schlegel * 1956                         | Regula Brigitte Schlegel * 1956           | Regula Brigitte Schlegel * 1956           | Regula Brigitte Schlegel * 1956           | Regula Brigitte Schlegel * 1956           |  |  |                                              |                                              |                                              |                                              |                                              |                                              |  |  |
|                                                                               |                                                                               |                                                                               |                                                                               |                                                                               |                                                                               |                                                      |                                                      |                                                                        |                                                                        |                                                                        |                                                                        |                                                                             |                                                                             |                                                                             |                                                                             |                                                                                |                                                                                |                                                                                |                                                                                |                                                                                |                                                                                |                                                                 |                                                                 |                                                                 |                                                                 |                                                            |                                                            |                                                            |                                                            |                                      |                                      |                                                   |                                                   |                                                   |                                                   |                                                   |                                                   |                                           |                                           |                                                   |                                                   |                                                   |                                                   |                                                   |                                                   |                                   |                                   |                                                    |                                                    |                                                    |                                                    |                                                         |                                                         |                                                         |                                                         |                                                         |                                                         |                                           |                                           |                                           |                                           |  |  |                                              |                                              |                                              |                                              |                                              |                                              |  |  |
|                                                                               |                                                                               |                                                                               |                                                                               |                                                                               |                                                                               |                                                      |                                                      |                                                                        |                                                                        |                                                                        |                                                                        |                                                                             |                                                                             |                                                                             |                                                                             |                                                                                |                                                                                |                                                                                |                                                                                |                                                                                |                                                                                |                                                                 |                                                                 |                                                                 |                                                                 |                                                            |                                                            |                                                            |                                                            |                                      |                                      |                                                   |                                                   |                                                   |                                                   |                                                   |                                                   |                                           |                                           |                                                   |                                                   |                                                   |                                                   |                                                   |                                                   |                                   |                                   |                                                    |                                                    |                                                    |                                                    |                                                         |                                                         |                                                         |                                                         |                                                         |                                                         |                                           |                                           |                                           |                                           |  |  |                                              |                                              |                                              |                                              |                                              |                                              |  |  |
| I. Diana, roz. Orgovanyi-Hanstein * 1971                                      | I. Diana, roz. Orgovanyi-Hanstein * 1971                                      | I. Diana, roz. Orgovanyi-Hanstein * 1971                                      | I. Diana, roz. Orgovanyi-Hanstein * 1971                                      | I. Diana, roz. Orgovanyi-Hanstein * 1971                                      | I. Diana, roz. Orgovanyi-Hanstein * 1971                                      |                                                      |                                                      | Jan III. Nepomuk Ondřej Schwarzenberg, 13. kníže * 1967                | Jan III. Nepomuk Ondřej Schwarzenberg, 13. kníže * 1967                | Jan III. Nepomuk Ondřej Schwarzenberg, 13. kníže * 1967                | Jan III. Nepomuk Ondřej Schwarzenberg, 13. kníže * 1967                | Jan III. Nepomuk Ondřej Schwarzenberg, 13. kníže * 1967                     | Jan III. Nepomuk Ondřej Schwarzenberg, 13. kníže * 1967                     |                                                                             |                                                                             | II. Francesca, roz. Riario-Sforza * 1974                                       | II. Francesca, roz. Riario-Sforza * 1974                                       | II. Francesca, roz. Riario-Sforza * 1974                                       | II. Francesca, roz. Riario-Sforza * 1974                                       | II. Francesca, roz. Riario-Sforza * 1974                                       | II. Francesca, roz. Riario-Sforza * 1974                                       |                                                                 |                                                                 | Anna Carolina, roz. Schwarzenbergová * 1968                     | Anna Carolina, roz. Schwarzenbergová * 1968                     | Anna Carolina, roz. Schwarzenbergová * 1968                | Anna Carolina, roz. Schwarzenbergová * 1968                | Anna Carolina, roz. Schwarzenbergová * 1968                | Anna Carolina, roz. Schwarzenbergová * 1968                |                                      |                                      | Peter Morgan * 1963                               | Peter Morgan * 1963                               | Peter Morgan * 1963                               | Peter Morgan * 1963                               | Peter Morgan * 1963                               | Peter Morgan * 1963                               |                                           |                                           | 23. Marie-Helene, roz. Schwarzenbergová 1987–2019 | 23. Marie-Helene, roz. Schwarzenbergová 1987–2019 | 23. Marie-Helene, roz. Schwarzenbergová 1987–2019 | 23. Marie-Helene, roz. Schwarzenbergová 1987–2019 | 23. Marie-Helene, roz. Schwarzenbergová 1987–2019 | 23. Marie-Helene, roz. Schwarzenbergová 1987–2019 |                                   |                                   | Ferdinand Schwarzenberg * 1989                     | Ferdinand Schwarzenberg * 1989                     | Ferdinand Schwarzenberg * 1989                     | Ferdinand Schwarzenberg * 1989                     | Ferdinand Schwarzenberg * 1989                          | Ferdinand Schwarzenberg * 1989                          |                                                         |                                                         | Marie, roz. Frilingová * 1992                           | Marie, roz. Frilingová * 1992                           | Marie, roz. Frilingová * 1992             | Marie, roz. Frilingová * 1992             | Marie, roz. Frilingová * 1992             | Marie, roz. Frilingová * 1992             |  |  |                                              |                                              |                                              |                                              |                                              |                                              |  |  |
| I. Diana, roz. Orgovanyi-Hanstein * 1971                                      | I. Diana, roz. Orgovanyi-Hanstein * 1971                                      | I. Diana, roz. Orgovanyi-Hanstein * 1971                                      | I. Diana, roz. Orgovanyi-Hanstein * 1971                                      | I. Diana, roz. Orgovanyi-Hanstein * 1971                                      | I. Diana, roz. Orgovanyi-Hanstein * 1971                                      |                                                      |                                                      | Jan III. Nepomuk Ondřej Schwarzenberg, 13. kníže * 1967                | Jan III. Nepomuk Ondřej Schwarzenberg, 13. kníže * 1967                | Jan III. Nepomuk Ondřej Schwarzenberg, 13. kníže * 1967                | Jan III. Nepomuk Ondřej Schwarzenberg, 13. kníže * 1967                | Jan III. Nepomuk Ondřej Schwarzenberg, 13. kníže * 1967                     | Jan III. Nepomuk Ondřej Schwarzenberg, 13. kníže * 1967                     |                                                                             |                                                                             | II. Francesca, roz. Riario-Sforza * 1974                                       | II. Francesca, roz. Riario-Sforza * 1974                                       | II. Francesca, roz. Riario-Sforza * 1974                                       | II. Francesca, roz. Riario-Sforza * 1974                                       | II. Francesca, roz. Riario-Sforza * 1974                                       | II. Francesca, roz. Riario-Sforza * 1974                                       |                                                                 |                                                                 | Anna Carolina, roz. Schwarzenbergová * 1968                     | Anna Carolina, roz. Schwarzenbergová * 1968                     | Anna Carolina, roz. Schwarzenbergová * 1968                | Anna Carolina, roz. Schwarzenbergová * 1968                | Anna Carolina, roz. Schwarzenbergová * 1968                | Anna Carolina, roz. Schwarzenbergová * 1968                |                                      |                                      | Peter Morgan * 1963                               | Peter Morgan * 1963                               | Peter Morgan * 1963                               | Peter Morgan * 1963                               | Peter Morgan * 1963                               | Peter Morgan * 1963                               |                                           |                                           | 23. Marie-Helene, roz. Schwarzenbergová 1987–2019 | 23. Marie-Helene, roz. Schwarzenbergová 1987–2019 | 23. Marie-Helene, roz. Schwarzenbergová 1987–2019 | 23. Marie-Helene, roz. Schwarzenbergová 1987–2019 | 23. Marie-Helene, roz. Schwarzenbergová 1987–2019 | 23. Marie-Helene, roz. Schwarzenbergová 1987–2019 |                                   |                                   | Ferdinand Schwarzenberg * 1989                     | Ferdinand Schwarzenberg * 1989                     | Ferdinand Schwarzenberg * 1989                     | Ferdinand Schwarzenberg * 1989                     | Ferdinand Schwarzenberg * 1989                          | Ferdinand Schwarzenberg * 1989                          |                                                         |                                                         | Marie, roz. Frilingová * 1992                           | Marie, roz. Frilingová * 1992                           | Marie, roz. Frilingová * 1992             | Marie, roz. Frilingová * 1992             | Marie, roz. Frilingová * 1992             | Marie, roz. Frilingová * 1992             |  |  |                                              |                                              |                                              |                                              |                                              |                                              |  |  |

## Galerie

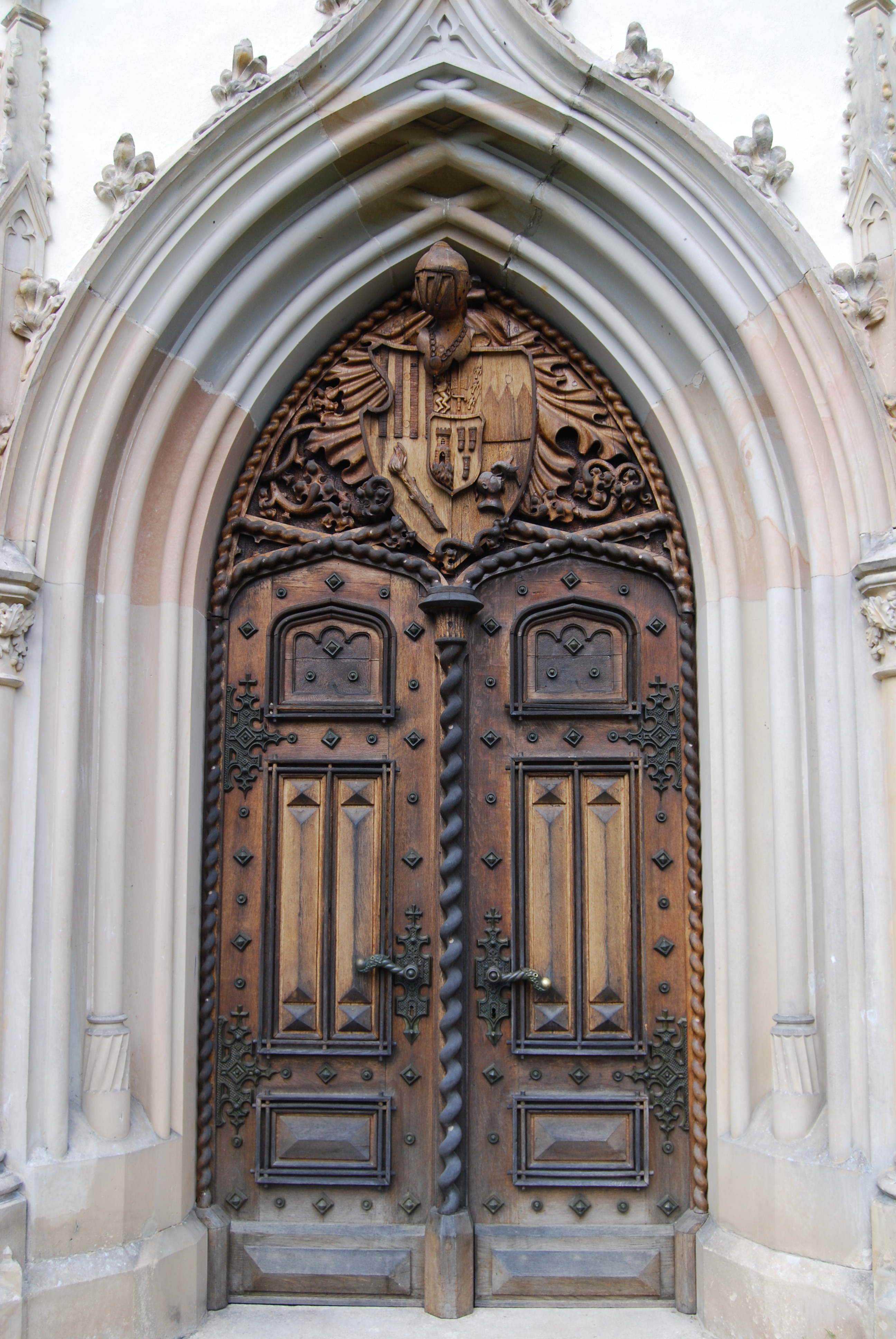
Vstupní dveře
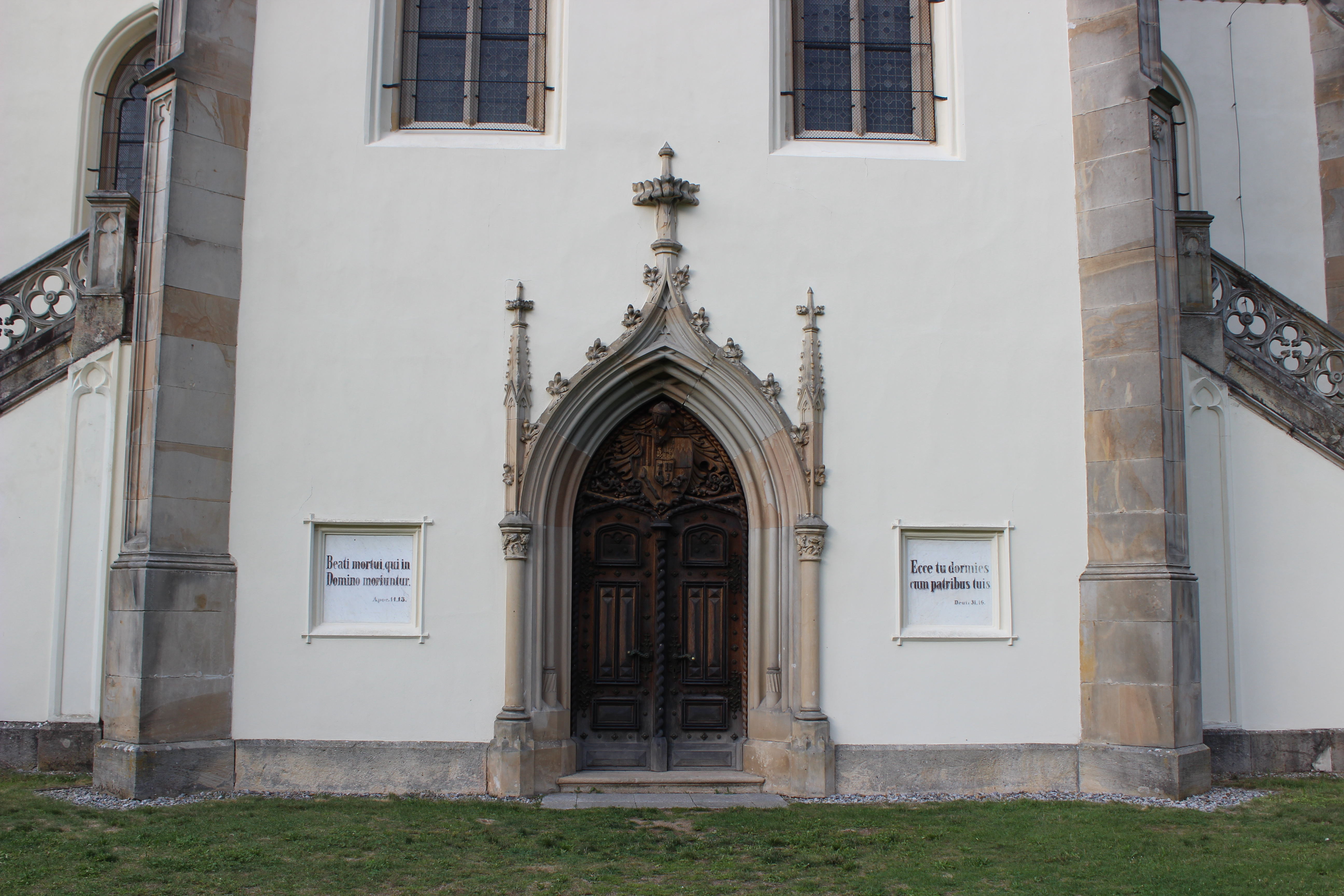
Vstupní dveře
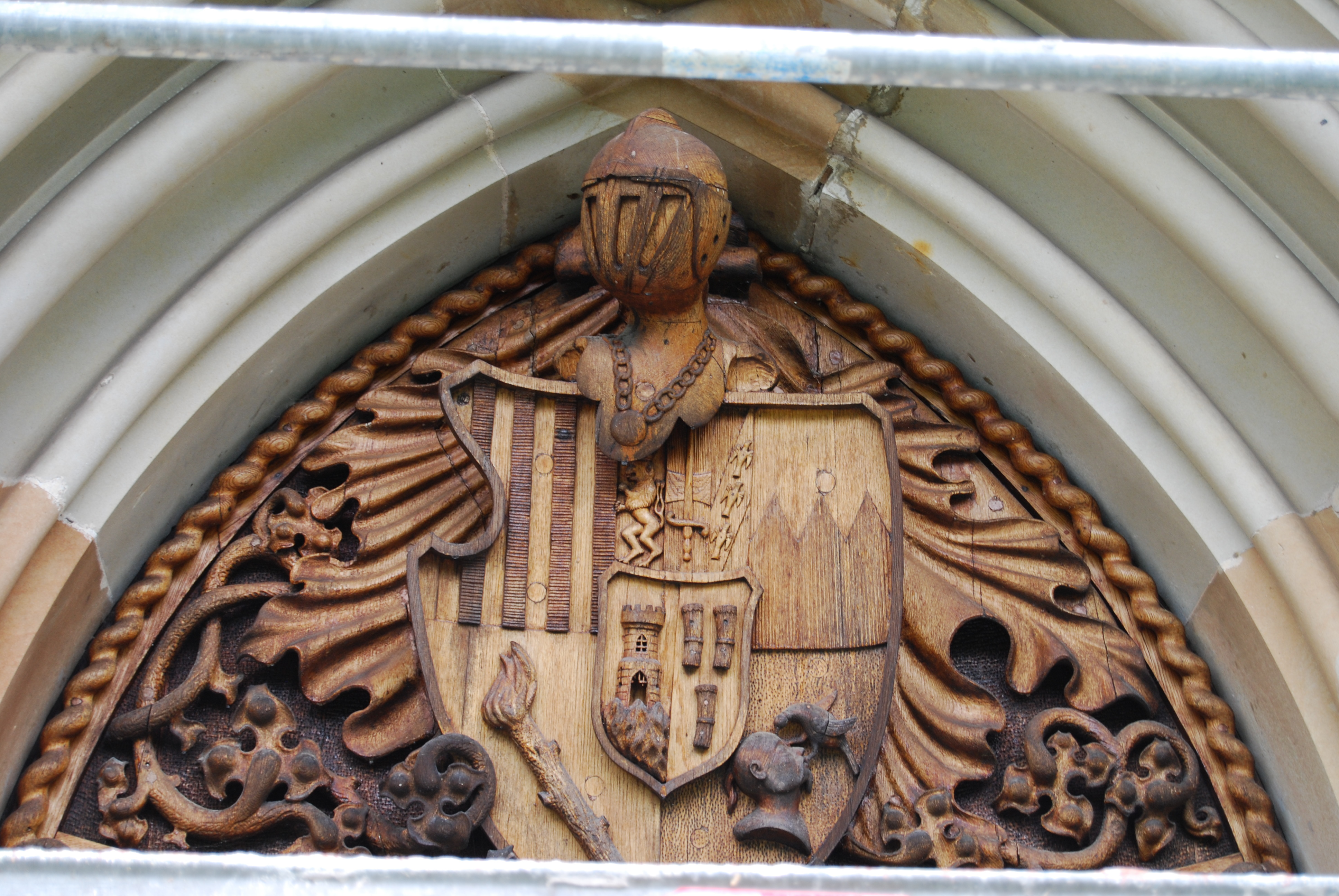
Erb v portálu nad vchodem
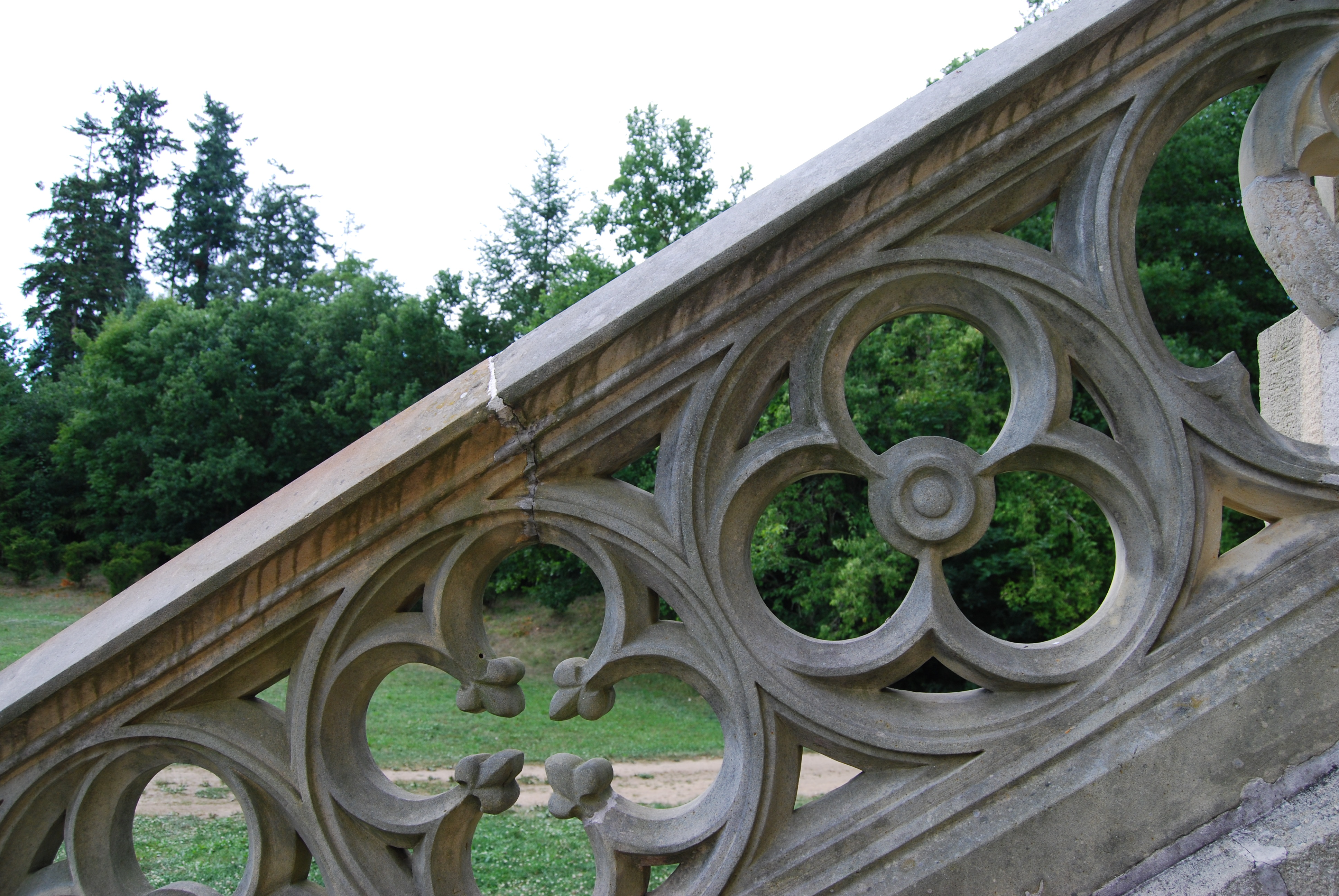
Detail schodiště
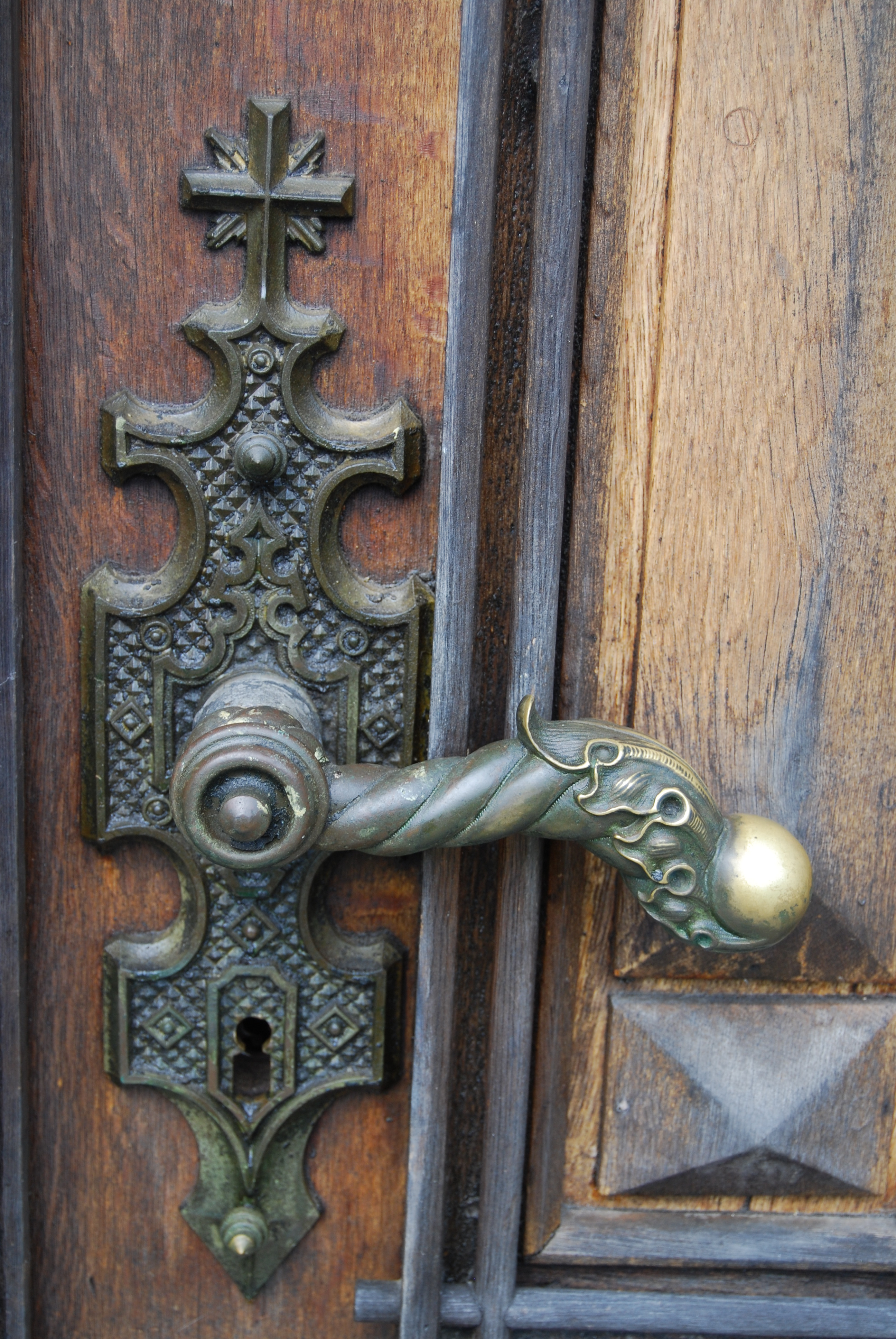
Detail kliky u spodního vchodu
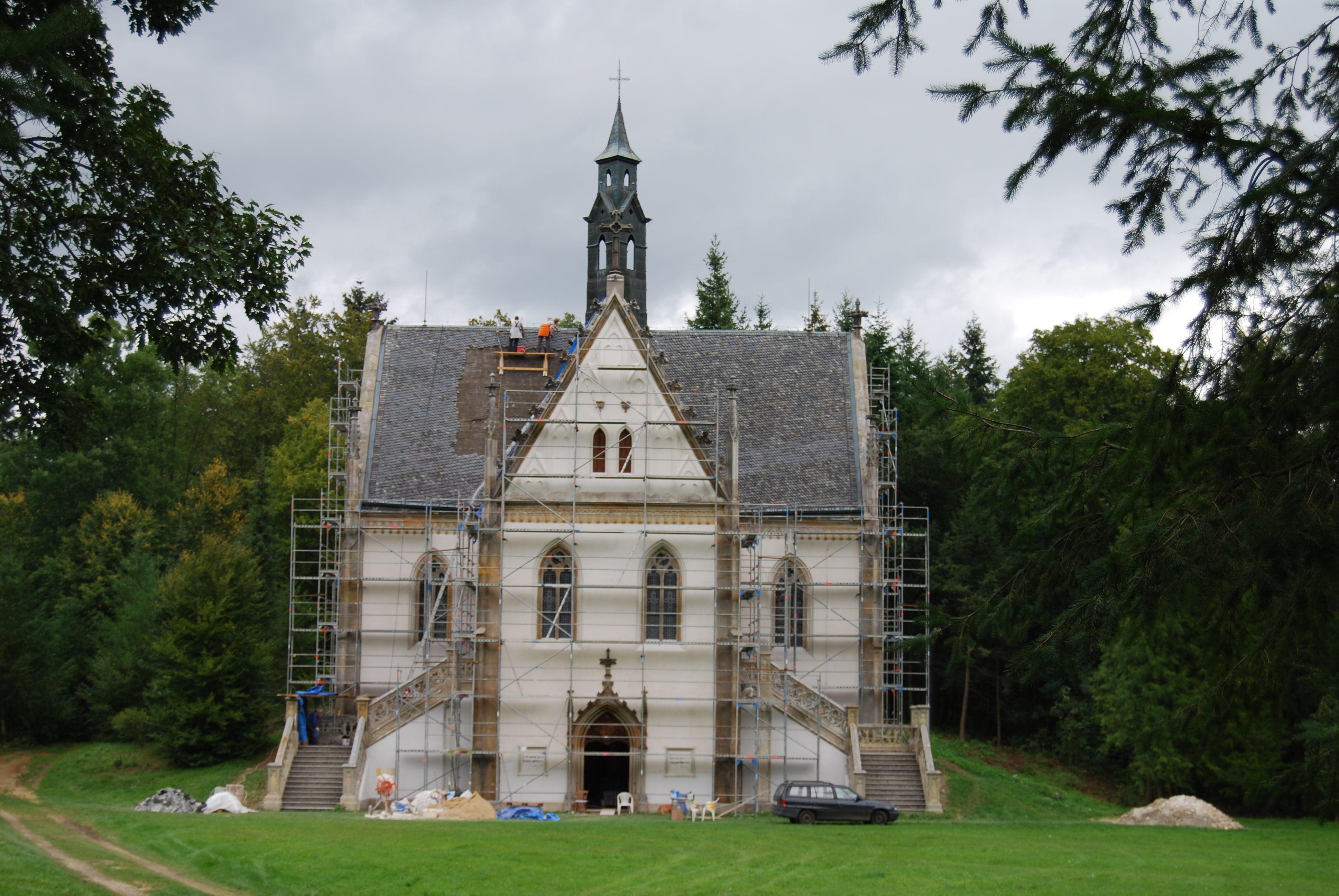
Budova během rekonstrukce v roce 2011
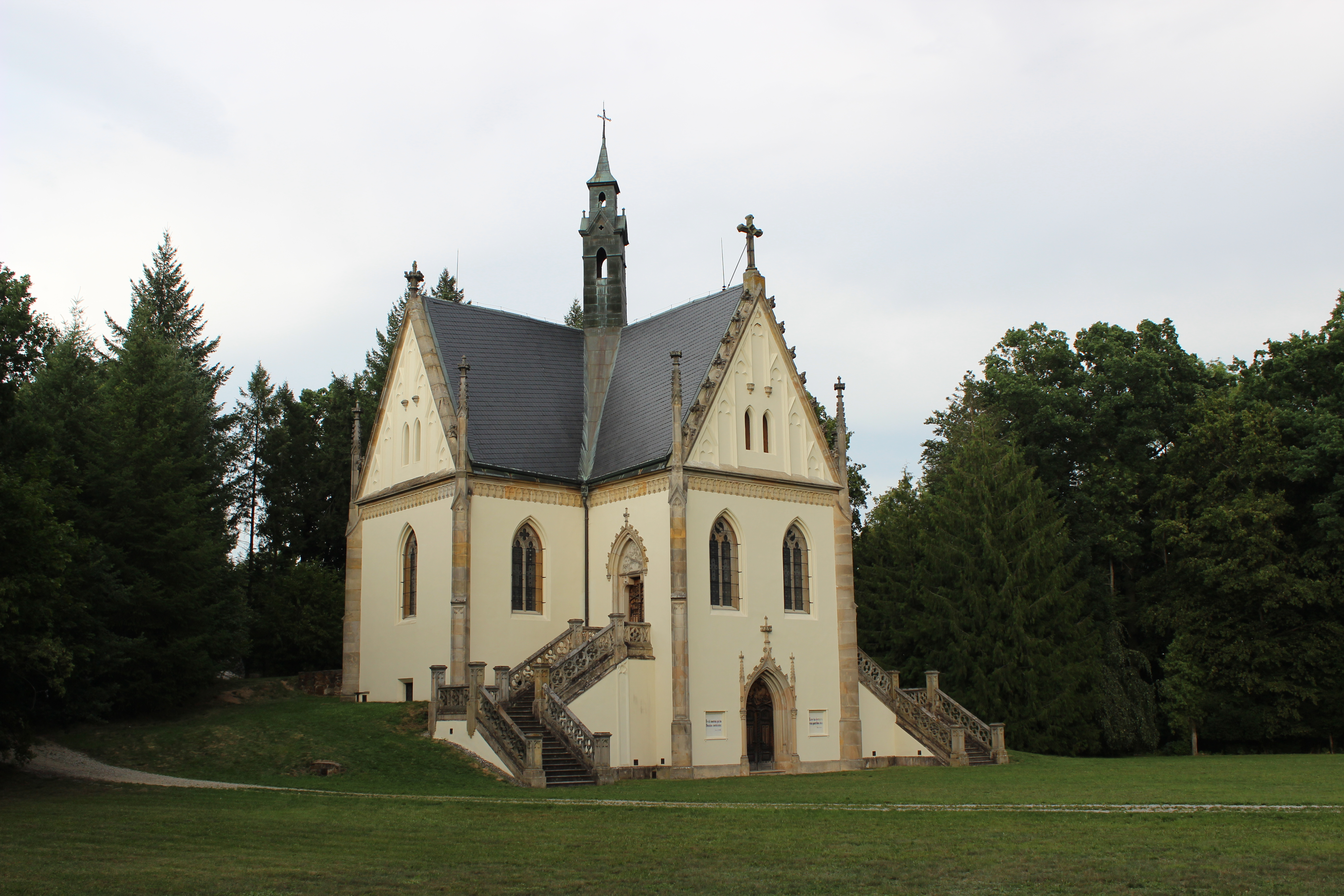
Hrobka
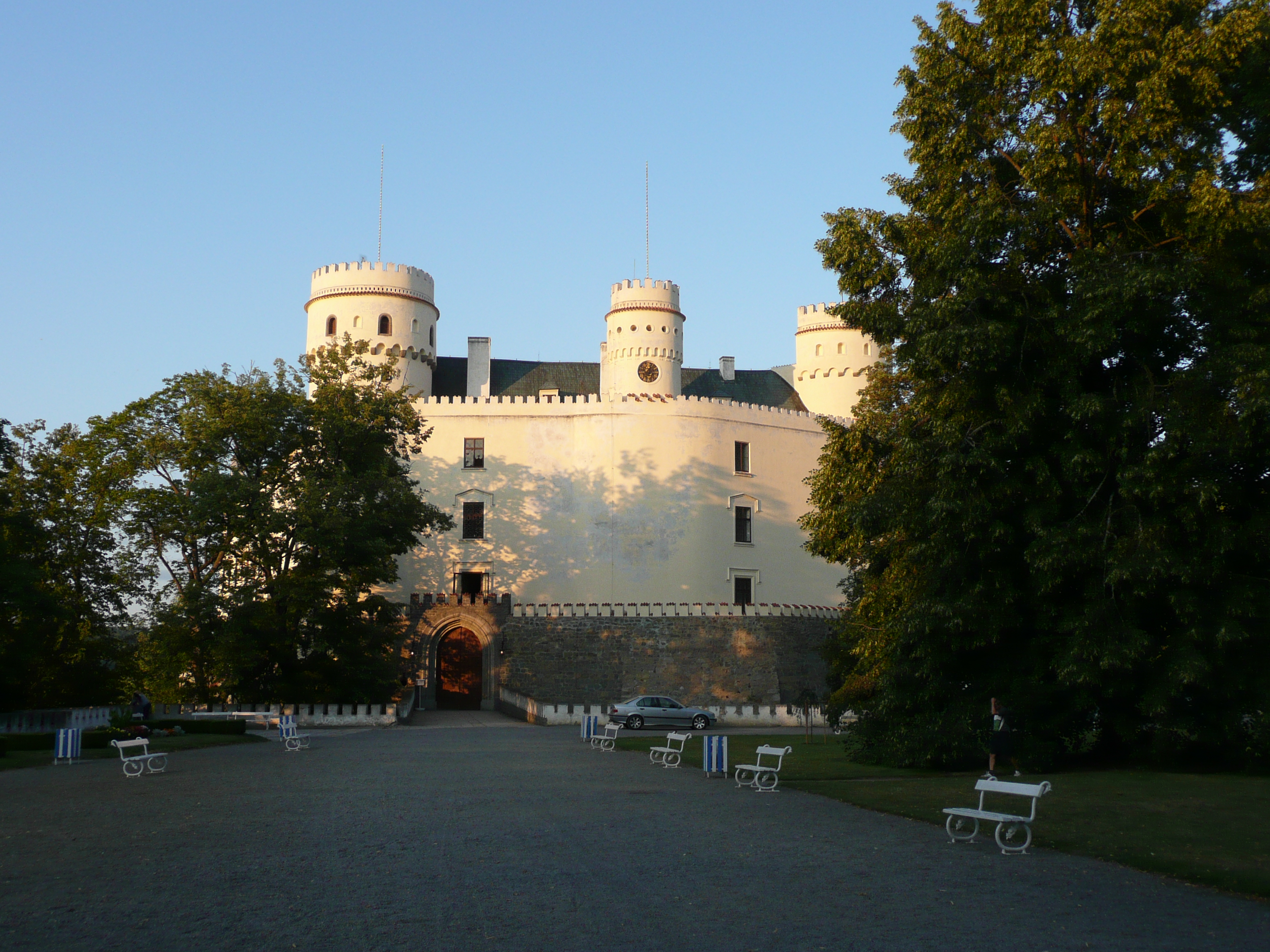
Zámek Orlík, v jehož zámeckém parku se hrobka nachází
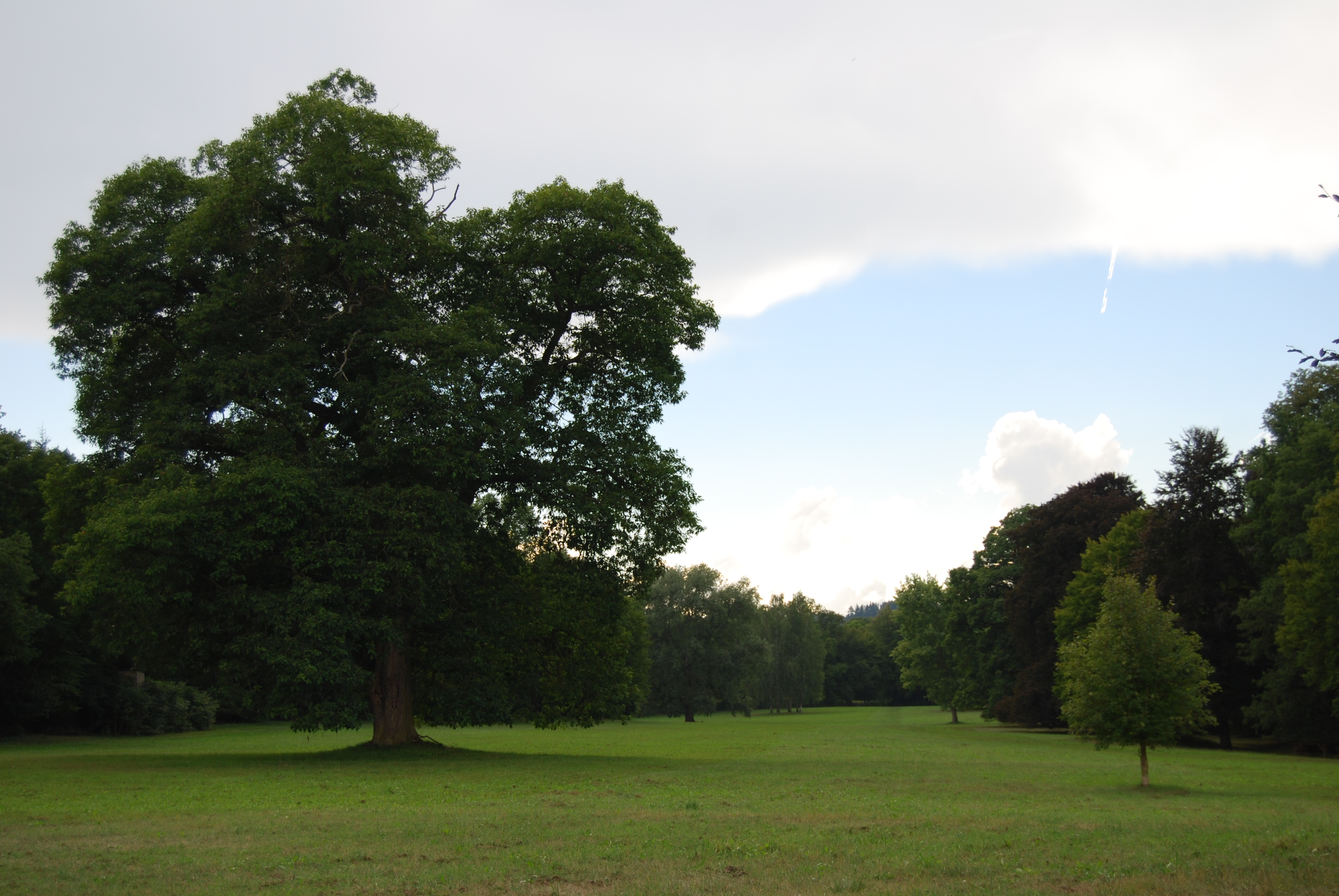
Zámecký park v okolí hrobky